# Karel IV.
Karel IV. (14. května 1316, Praha – 29. listopadu 1378, tamtéž), narozen jako Václav, byl jedenáctý český král vládnoucí jako Karel I. od srpna 1346 až do své smrti v listopadu 1378. Karel IV. byl římsko-německý král od července 1346 a od roku 1355 císař římský. Byl také italský (lombardský) král od roku 1355, burgundský (arelatský) král od roku 1365, moravský markrabě v letech 1333 až 1349 a lucemburský hrabě v období let 1346 až 1353. Pocházel po otci z dynastie Lucemburků a po matce byl potomkem rodu Přemyslovců.
Byl to první český král, který se stal také císařem Svaté říše římské a byl posledním korunovaným burgundským králem. Stal se tak osobním vládcem všech království Svaté říše římské.
Karel IV. byl syn dědičky Přemyslovců Elišky a českého krále Jana Lucemburského. Byl pokřtěn jako Václav, jméno Karel přijal při biřmování během své výchovy ve Francii po svém strýci a kmotrovi Karlu IV. Sličném. Karel IV. patřil mezi nejvýznamnější panovníky vrcholného středověku. Byl neobyčejně vzdělaný a inteligentní, plynně hovořil pěti jazyky (francouzština, němčina, čeština, latina a italština). Svou moc využil ke konsolidaci českého státu, který byl od jeho doby znám jako Koruna česká. Již jako císař nechal vytvořit Zlatou bulu, nejvýznamnější říšský ústavní zákon, který platil až do zániku Svaté říše římské roku 1806. Ta také významně upravovala vztah českého státu k říši a potvrzovala jeho výjimečné a nezávislé postavení v rámci říše.
Jako český král proslul především založením univerzity v Praze, která nese jeho jméno, výstavbou Nového Města pražského, stavbou kamenného (později Karlova) mostu přes řeku Vltavu v Praze, zbudováním hradu Karlštejna a mnoha dalšími počiny. Spolu s otcem započali se stavbou Svatovítského chrámu. Karel také dosáhl významné územní expanze českého státu, především severovýchodním směrem, a to hlavně díky své obratné sňatkové politice.
Je veřejností považován za jednu z nejvýznamnějších osobností českých dějin.

## Život

### Časný život

#### Dětství v Čechách
Podle kroniky Petra Žitavského se Karel narodil 14. května 1316 v časných ranních hodinách tehdy čtyřiadvacetileté Elišce Přemyslovně v městě Pražském. Sám Karel to ve svém životopise komentoval takto:
| „           | …přeji si proto, aby vám nebylo tajno, že mého otce jménem Jan zplodil Jindřich VII., císař římský, z Markéty, dcery vévody brabantského. Jan pojal manželku jménem Elišku, dceru Václava II., krále českého, a obdržel s ní Království české, poněvadž nebylo mužského potomstva v královském rodě českém... Tomuto Janovi, českému králi se narodil v Praze z královny Elišky prvorozený syn jménem Václav, léta Páně tisícího třístého šestnáctého, dne 14. května o páté hodině ranní. | “ |
| — Karel IV. | |   |

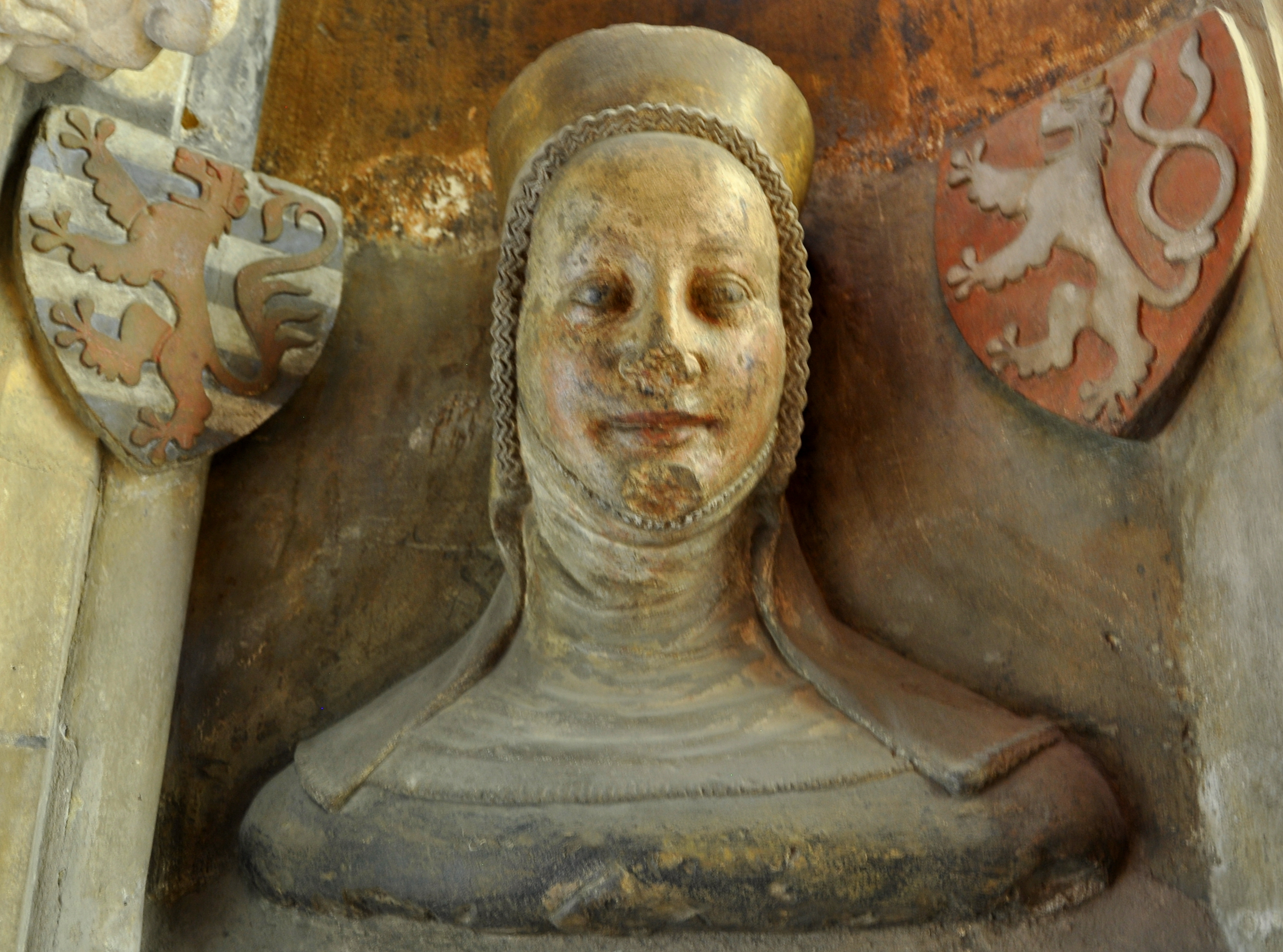
Busta Elišky Přemyslovny, matky Karla IV.

Stalo se tak pravděpodobně v domě U Štupartů, nedaleko kostela svatého Jakuba. Pražský hrad byl v té době po požáru ještě pořád zchátralý a neobyvatelný. Dne 30. května 1316, na Boží hod svatodušní byl v katedrálním pražském chrámu za přítomnosti arcibiskupa trevírského Balduina Lucemburského pokřtěn mohučským arcibiskupem Petrem z Aspeltu. Shodou okolností byli tehdy v Praze oba na návštěvě. V zemi stále nebylo zažehnáno nebezpečí vnitřní války. Král Jan Lucemburský nechal krátce předtím uvěznit v té době druhého nejmocnějšího muže v zemi, pana Jindřicha z Lipé, protože se se svou milenkou a vdovou po dvou českých králích Eliškou Rejčkou chtěl zmocnit trůnu. Na nátlak tehdy jednoho z nejlepších diplomatů Evropy Petra z Aspeltu byl Jindřich z Lipé v dubnu 1316 propuštěn a spor zčásti urovnán, ale napětí trvalo až do roku 1318. I z toho důvodu prožilo královské miminko první zimu ukryto na hradě Křivoklátě pod ochranou Viléma Zajíce z Valdeka, který byl osobním strážcem královny Elišky. Poté se v doprovodu matky a Viléma Zajíce z Valdeku přestěhoval na hrad Loket. Sotva se naučil chodit, byla matka Eliška Přemyslovna přesunuta do věnného města českých královen Mělníka a Karel byl na Lokti uvězněn, aby pomocí šlechty nebyl dosazen na trůn místo krále Jana. Po smrti Viléma Zajíce z Valdeku byl znovu přemístěn na Křivoklát. S matkou se setkal po třech letech krátce před odjezdem do Francie na jaře 1323.

#### Na francouzském dvoře

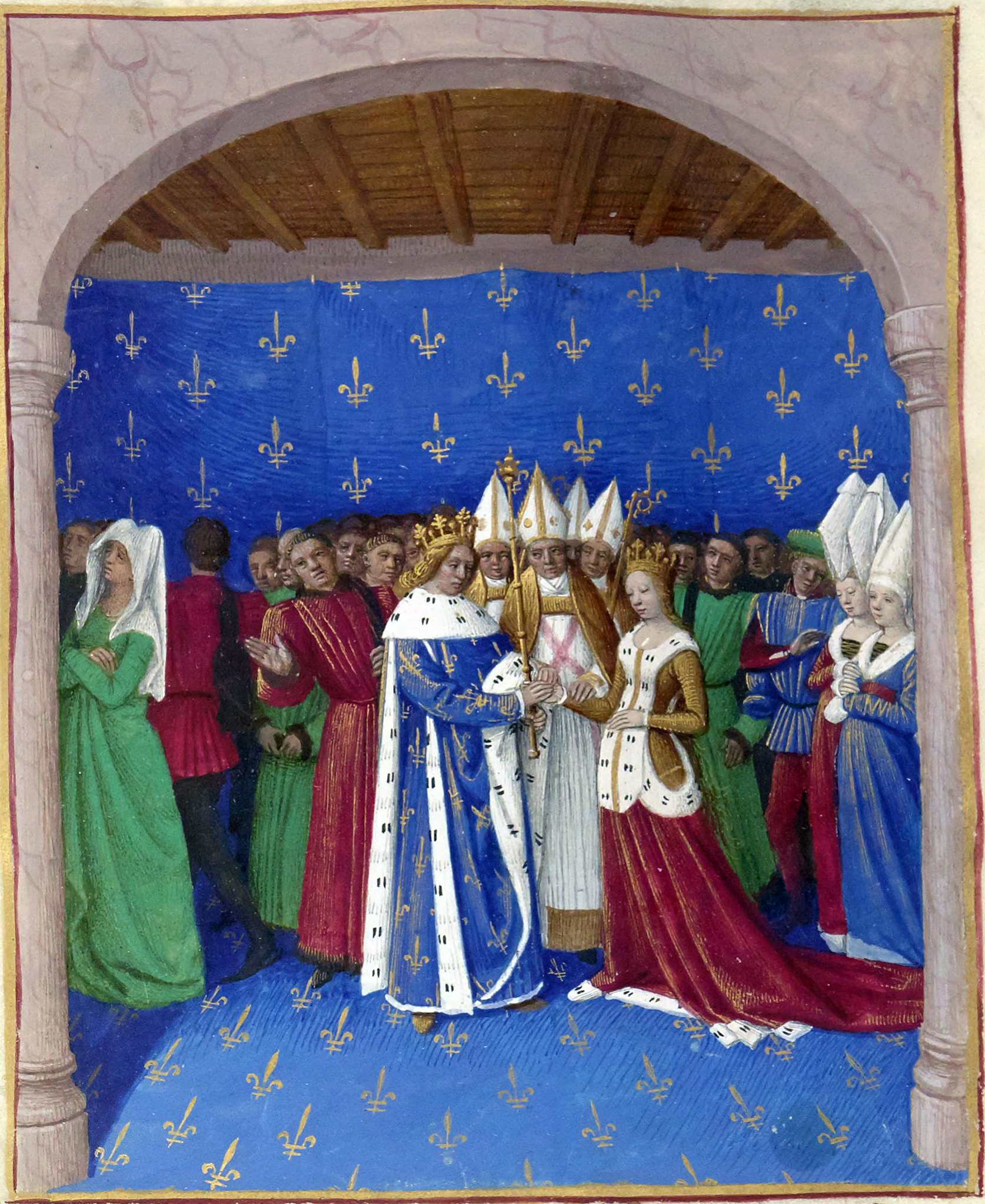
Karel IV. Sličný a Marie Lucemburská, Karlův strýc a teta

Z rozhodnutí svého otce byl malý Václav roku 1323 odeslán na výchovu k francouzskému královskému dvoru. Na francouzském dvoře byl mladý Václav biřmován, jeho kmotrem byl samotný francouzský král a jeho strýc Karel IV. Sličný a sedmiletý Václav přijal podle obyčeje jméno svého kmotra Karel. Karel byl také zasnouben a posléze oženěn s královou sestřenicí Markétou, zvanou Blanka, rodem z Valois. Svatební obřad proběhl současně s korunovací Karlovy tety Marie na francouzskou královnu. Svatební obřad proběhl za slavnostních a mimořádných okolností, francouzští kronikáři dokonce obdivovali nádherné slavnostní roucho malého prince Václava – Karla. Po svatbě však byli dětští manželé opět rozděleni a Karel se ocitl sám mezi cizími lidmi. Mladičký Karel se však rychle ve francouzském prostředí aklimatizoval a užasl nad nádherou a velkolepostí francouzského dvorního života. Francouzský král si svého synovce rychle oblíbil a společně s manželkou Marií o něj vroucně pečoval.
Vychovatelé mladého Karla byli vybíráni především z řad kleriků. Mladý princ se učil číst a psát, latině a francouzštině a byl vzděláván i v základech scholastické teologie. Roku 1325 přesídlil Karel přímo na francouzský královský dvůr do Paříže. Smrt Karla IV. Sličného roku 1328 však znamenala konec blahobytu jeho dvanáctiletého jmenovce. Novým francouzským králem se stal Filip VI. z rodu Valois, nevlastní bratr Karlovy manželky Blanky. Filip byl marnotratný panovník, toužící po rytířském lesku, který měl blízko spíše ke Karlovu otci Janu Lucemburskému. Mladý princ byl Filipovi lhostejný, což se odrazilo především na snížení výdajů pro Karlovy potřeby. Karel se za takových podmínek věnoval plně studiu a studoval i na pařížské univerzitě. Karlovým učitelem a přítelem se v té době stal Pierre de Rosieres, pozdější papež Klement VI. Sedmiletý pobyt na francouzském dvoře Karla velmi ovlivnil. Karel byl totiž po celý svůj život zastáncem myšlenky centralizované monarchie po francouzském vzoru.

#### Zástupcem krále Jana Lucemburského v Itálii

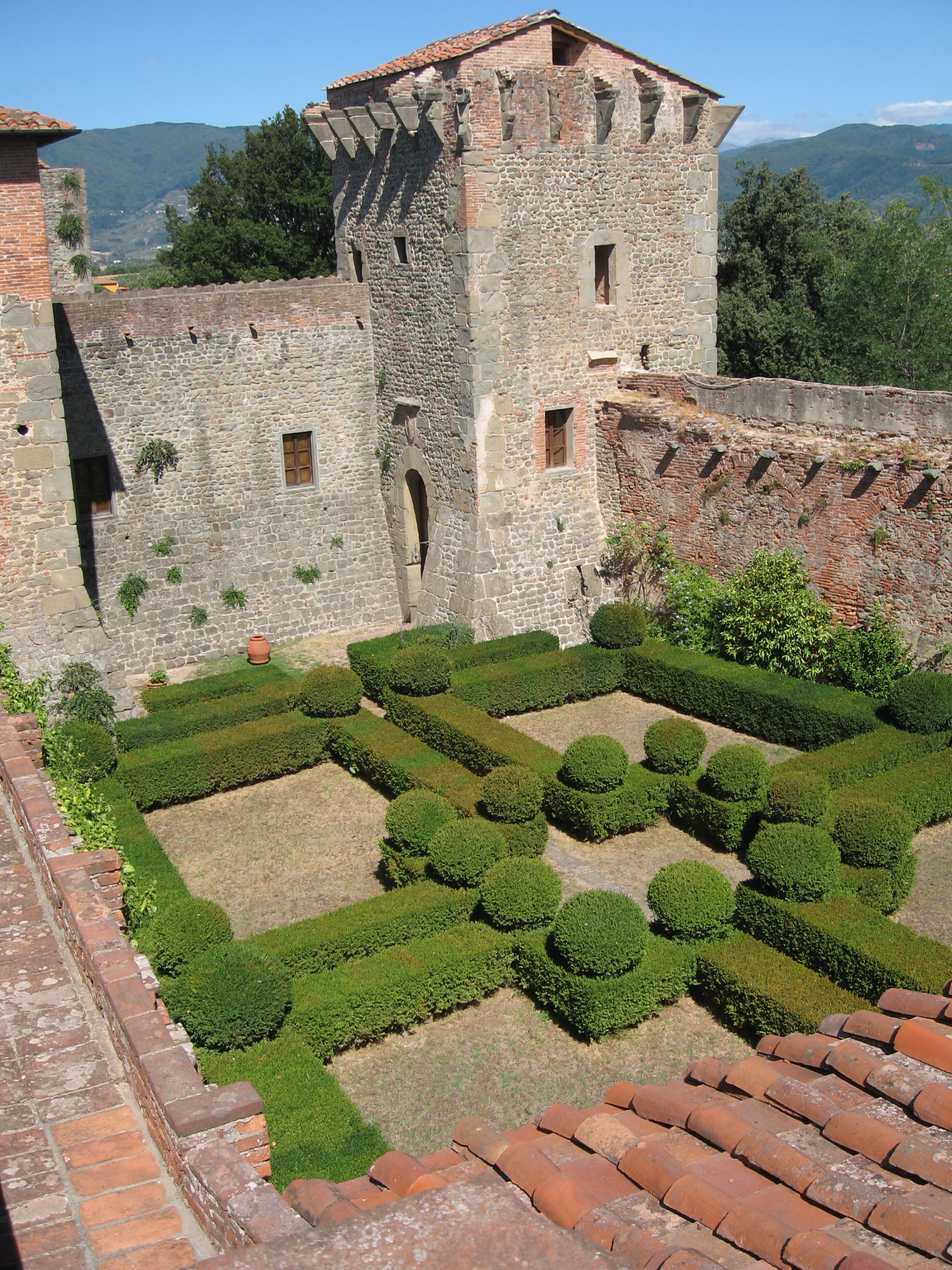
Pevnost Montecarlo

Roku 1330 byl Karel povolán spolu s manželkou do Lucemburku. Jan Lucemburský zatím vybudoval v severní Itálii vratké panství (Lucemburská signorie). Vystupoval zde jako zastánce císařských, stejně jako papežských zájmů. Janovi se podařilo získat v Lombardii tato města: Brescii, Bergamo, Parmu, Cremonu, Pavii, Reggio a Modenu, v Toskánsku pak Luccu. Počátkem roku 1331 povolal král Jan svého syna Karla z Lucemburska do Itálie. Karel cestoval přes Mety, Lotrinsko, Burgundsko a Savojsko až na Veliký pátek 29. března 1331 dorazil do města Pavia. Karel pak působil jako otcův místodržitel v lucemburské italské signorii, kde se důvěrně seznámil s italským prostředím a intrikami. Již třetí den po příjezdu se Karel a jeho doprovod přesvědčili o nebezpečí italského prostředí. Karlově družině bylo podáno k snídani otrávené jídlo, Karel naštěstí nejedl, protože se účastnil mše a přijímání a chtěl tak zůstat lačný. Karel si všiml neznámého člověka, který se pohyboval okolo stolu a dal jej zatknout. Na mučení neznámý muž prozradil, že byl vyslán z příkazu milánského pána Azza Viscontiho, aby přimíchal Karlově družině do jídla jed.
V italské Parmě se Karel poprvé v životě setkal se svým mladším bratrem Janem Jindřichem. Oba bratři se rychle sblížili a upřímný vztah, který se mezi nimi vytvořil, zůstal zachován po celý život. Jan Lucemburský pak opustil Itálii a zanechal zde Karla v poručnictví Ludvíka Savojského. Roku 1332 se proti Lucemburkům utvořila v Itálii nepřátelská liga, kterou vedli páni z Milána, Verony, Ferrary a Mantovy. V rozhodující okamžik Ludvík Savojský Karla zradil a uprchl. Vojsko protilucemburské ligy zatím oblehlo Modenu a vyplenilo její okolí. Nakonec se obléhatelé stáhli 27. října 1332 pod hrad San Felice. Karel zatím získal s pomocí svých oddaných přátel z okolních měst značnou vojenskou sílu v počtu asi 200 rytířů a 6 000 pěšáků. 25. listopadu 1332 na den svaté Kateřiny pak došlo k rozhodující bitvě u San Felice, ve které Karel, ač sám zraněn, dosáhl vítězství a spolu s mnoha dalšími bojovníky byl pasován na rytíře.
Přes toto vítězství se lucemburské panství v Itálii značně zmenšilo. Karel se pak na začátku roku 1333 vypravil do Luccy, aby zde upevnil svou vládu. Na obranu města založil Karel v nedalekém okolí pevnost a městečko Montecarlo. V únoru roku 1333 pak přitáhl do Cremony Jan Lucemburský s posilami, kde se také setkal se svým synem. Ani příjezd krále Jana však lucemburské panství v Itálii nezachránil.

#### Návrat do Čech
Koncem srpna 1333 vyslal Jan Lucemburský Karla do Merana, kde měl jednat s Jindřichem Korutanským o svém bratrovi Janovi Jindřichovi. Ten byl totiž oženěn s dcerou Jindřicha Korutanského Markétou zvanou Maultasch. Jan Jindřich měl dostat věno ve výši 40 tisíc hřiven stříbra. Jindřich Korutanský měl Janu Lucemburskému věno splatit, ani jednu z pěti splátek však nebyl schopen dodržet. Karel tedy jednal v Meranu s Jindřichem Korutanským jako plnomocník svého otce a jednalo se především o nových podmínkách splácení věna. V Meranu se také Karel setkal s předními českými pány, byli jimi: Jan Volek, Petr z Rožmberka, Těma z Koldic, Vilém z Landštejna a Jindřich II. z Lipé. Tito šlechtici považovali stav Českého království za neutěšený a nebyli spokojeni s dlouhodobou nepřítomností krále Jana, proto žádali Karla, aby neodkladně odcestoval do Čech. Karel se nechal přesvědčit pádnými argumenty českých pánů, kteří si návrat Karla nechali posvětit i od Jana pobývajícího v Parmě, a cestu z Merana nastoupil namísto původního návratu do Luccy rovnou do Čech. Hranice českého království překročil Karel v říjnu 1333. Jeho první zastávkou byl Zbraslavský klášter, kde již plné tři roky odpočívala jeho matka Eliška. Karel svůj návrat do vlasti pak zaznamenal takto:
| „           | …A tak, když jsme byli přišli do Čech, nenalezli jsme ani otce, ani matky, ani bratra, ani sester, aniž koho známého. Také řeč českou jsme úplně zapomněli, ale později jsme se jí opět naučili, takže jsme mluvili a rozuměli jako každý jiný Čech... Toto království jsme nalezli tak zpustošené, že jsme nenašli ani jediného hradu svobodného, který by nebyl zastaven se všemu královskými statky, takže jsme neměli, kde bychom přebývali, leč v domech měšťanských jako jiný měšťan. | “ |
| — Karel IV. | |   |

### Moravský markrabě

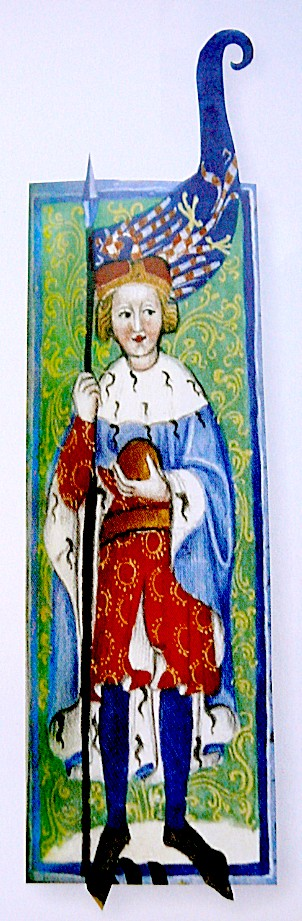
Karel jako markrabě moravský

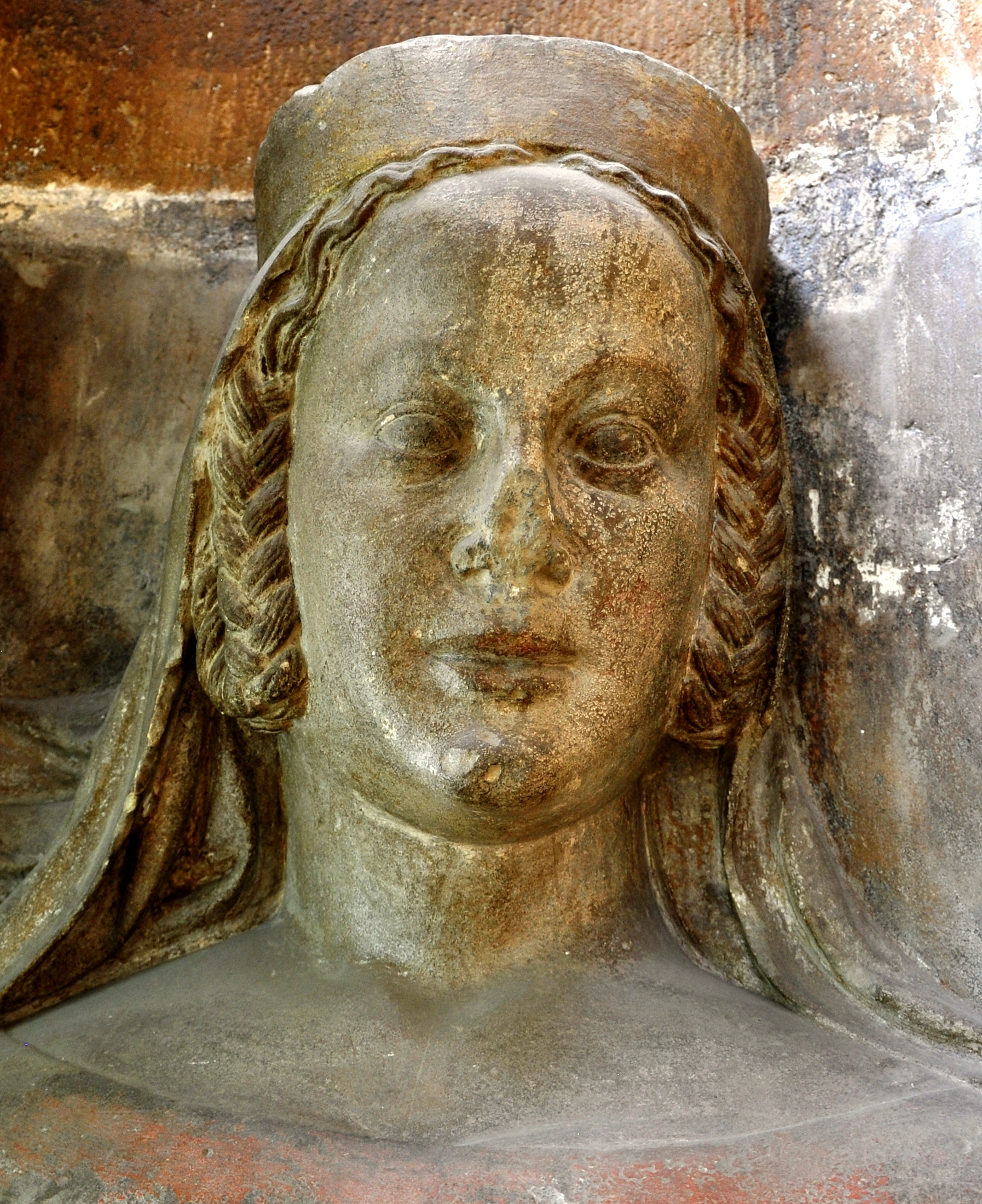
Busta Blanky z Valois, Karlovy první manželky

Karel nepřijel do Čech vybaven z počátku žádnou mocí a byl tak nejdříve závislý na svých společnících z řad šlechty. Jelikož byl Pražský hrad naprosto zdevastován, musel Karel nejdříve sídlit v měšťanských domech na Starém městě. Později mu nejvyšší purkrabí pražský Hynek Berka z Dubé poskytl k obývání purkrabský palác. Jan Lucemburský musel Karlovu moc nějak ukotvit a udělil mu titul markraběte moravského. Tak vlastně začalo v českém státě lucemburské dvojvládí otce a syna, ačkoliv právě rozštěpení královské moci (mladý versus starý král) chtěl Jan udělením tohoto titulu zabránit, ale zároveň chtěl dát Karlovi dostatečně reprezentativní hodnost. Mladý markrabě se brzy chopil iniciativy, sídlil sice v Praze, ale již v prosinci 1333 podnikl cestu do Budyšína a Žitavy, aby se seznámil se svou zemí. Počátkem roku 1334 poskytlo Staré Město pražské Karlovi dva tisíce kop pražských grošů na částečné splácení královských dluhů. Šlechtická obec povolila Karlovi obecnou berni.
Karel tak byl brzy schopen ze zástavy vykoupit alespoň některé královské hrady, mezi které náležel například Křivoklát, Týřov, Veveří a další. Karel také uděloval rozsáhlá privilegia a soudní imunity klášterům jak na Moravě, tak i v Čechách. Pod svůj přímý vliv se markrabě snažil získat i důležitá města Kouřim, Jihlavu, Ústí nad Labem, Hradec Králové, Písek aj. Velkou pozornost Karel věnoval také rekonstrukci královského paláce na Pražském hradě, ten měl být nyní pojat ve francouzském stylu, po vzoru sídla francouzského krále. Na výstavbu paláce Karel pospíchal, protože zde chtěl uvítat svou manželku Blanku. Karel však na dostavění paláce nečekal a manželku pozval do Prahy, jakmile pro ni utvořil alespoň nejnutnější podmínky. Blanka přijela v početném doprovodu francouzských dvořanů do Prahy 12. června 1334. Její doprovod způsobil u českých obyvatel rozpačité dojmy, obyvatelé byli uchváceni především oslnivou nádhernou francouzských oděvů, které ještě nikdy nespatřili, na druhou stranu nesrozumitelná mluva vzbudila v českém panstvu pocity nepříjemného cizáctví. Petr Žitavský ve své kronice nejprve pochválil Blančin zjev a krásu a jazykové těžkosti komentoval takto: „Za velikou obtíž pokládáme, že sama mluví jen francouzským jazykem ... (ale) začíná se učit jazyku německému a více se v něm cvičívá než v jazyce českém; neboť se skoro ve všech městech království a před králem obecněji užívá v této době jazyka německého než českého.“ Karel si nechtěl šlechtu poštvat proti sobě, tak jako kdysi jeho otec, a proto francouzské dvořany brzy odeslal na zpáteční cestu. Záhy bylo manželství Karla a Blanky obdařeno první radostí, dne 24. května 1335 se narodila první dcera Markéta, která byla pojmenována po matce a po otcově lucemburské babičce. Jako markrabě moravský vystrojil Karel své sestře Anně svatbu s Otou Habsburským, která se konala v únoru 1335 ve Znojmě.

#### Boj o Tyroly
Začátkem dubna 1335 zemřel na svém hradě Tirolu vévoda Jindřich Korutanský. Po jeho smrti se měli stát jeho dědici jeho dcera Markéta a zeť Jan Jindřich, bratr Karlův. Císař Ludvík IV. Bavor se však spikl s Habsburky a společně rozpoutali proti Lucemburkům zápas o tyrolské dědictví. Již v květnu 1335 udělil císař Habsburkům část Tyrol a Kraňska a sám se spokojil se severními Tyroly. Král Jan byl tehdy upoután na lůžku v Paříži po nešťastném zranění na turnaji a Karel tak musel jednat samostatně. Karel a jeho švagr Jindřich II. Dolnobavorský se proto vypravili do Lince, aby podali přímý protest u císaře. Karel a jeho švagr se prý zle obořili na císaře a vykřikovali, že se dopustil zlého skutku. Ludvík však Karla hrubě odmítl a striktně zamítl nároky Markéty Tyrolské. Lucemburkové byli v dané chvíli bezmocní a krom toho se začala proti nim formovat nová nepřátelská koalice. Císař začal totiž vyjednávat o ruku dcery polského krále Kazimíra III. pro svého syna Ludvíka Římana.

#### Visegrád
Ukázalo se však schůdnější řešení, které mohlo lucemburské pozice zachránit. Jan Lucemburský přijel za synem a společně, pod záštitou uherského krále Karla Roberta, jednali v uherském Trenčíně s vyslanci polského krále. Nakonec se Jan Lucemburský vzdal titulu polského krále, výměnou se polský král zřekl nároků na Slezsko, které už fakticky náleželo k českému království a měl Janovi vyplatit 30 tisíc (později změněných na 20 tisíc) kop pražských grošů. Konečné dohody byly podepsány v roce 1335 po jednáních, jichž se zúčastnili Češi včetně Jana a Karla, Poláci, Uhři a zástupci řádu německých rytířů, v uherském Visegrádu. Protilucemburská koalice tak byla de facto u konce, avšak brzy se objevily rozpory mezi Janem a Karlem.

#### Spory s otcem

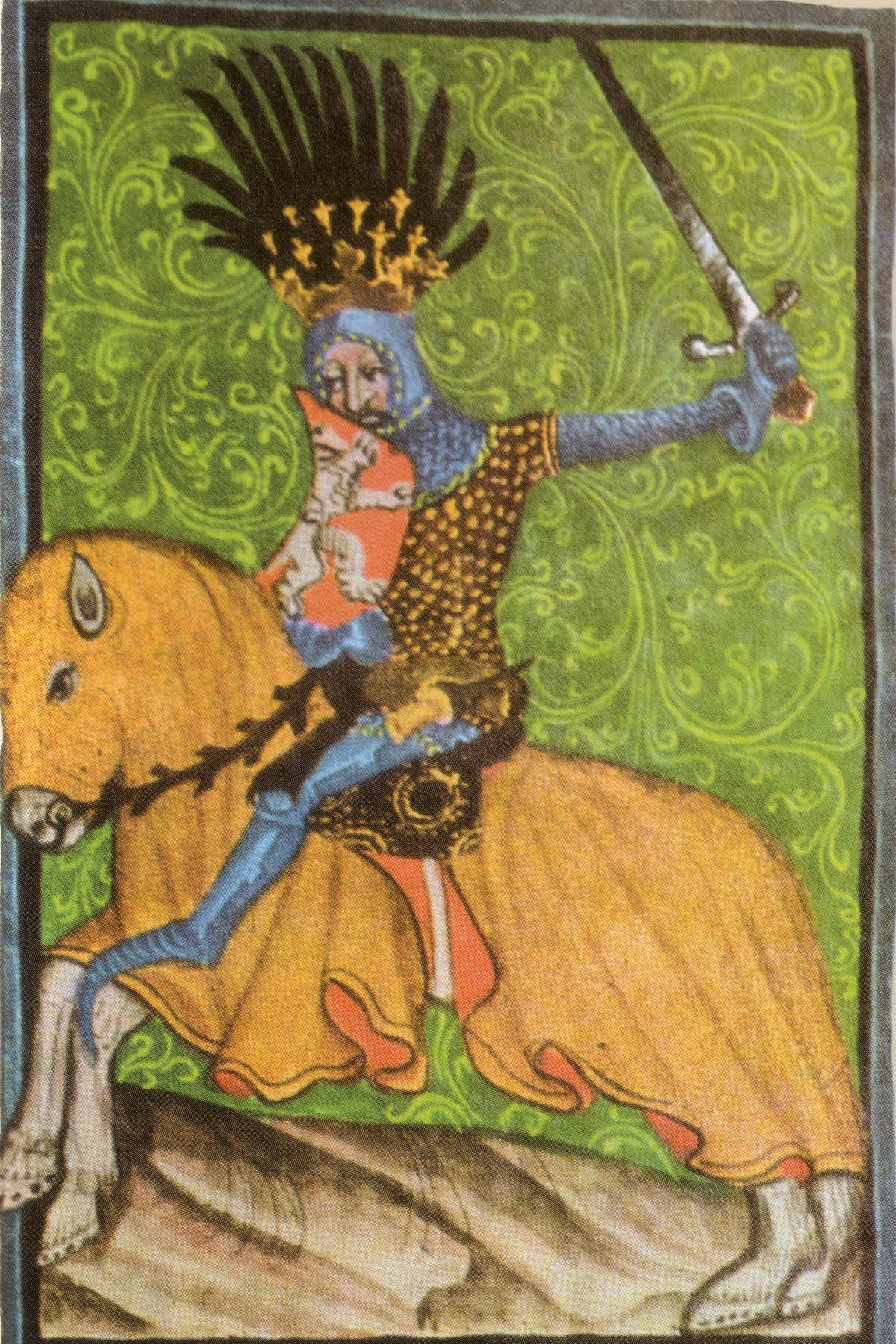
Jezdecký portrét krále Jana Lucemburského v Gelnhausenově kodexu

Stále samostatnější vystupování mladého markraběte Karla se brzy stalo trnem v oku jeho otci Janovi i šlechtické obci. Šlechta se začala obávat obnovy panovnické moci, o kterou se Karel snažil, a proto sáhla k osvědčenému prostředku, zasetí nedůvěry mezi otce a syna. Krále snad popuzovalo, že nemohl libovolně kořistit na majetku měst a klášterů, jak bylo doposud jeho zvykem. Karla zase popuzovala nedůsledná politika otce vůči císaři a jeho nehospodárnost a rostoucí zadlužení. Východiskem z napjatých vztahů s otcem se nakonec stala naléhavá prosba Karlova bratra Jana Jindřicha. V únoru roku 1336 se tak Karel chopil poručnické vlády v Tyrolsku. Zajímavostí bylo, že Karel zvolil jen malý ozbrojený doprovod, naopak složení jeho zbylého doprovodu ukazovalo, že daleko více než na vojenskou činnost byl připraven na činnost politicko-administrativní.
Později se Karel spolu s otcem vydali na křížovou výpravu do pohanské Litvy. Spory mezi Lucemburky však nadále vzrůstaly a Karel se nakonec opět vrátil do Tyrolska. V Praze byla mezitím korunována Beatrix Bourbonská, nová manželka krále Jana, která mu porodila syna Václava. Korunovace Beatrix, která v Čechách nezískala přílišnou oblibu, se však setkala u Pražanů s okázalým nezájmem a královna nakonec Čechy opustila a novorozeně svěřila kojné. Král Jan se cítil uražen a o to víc, když Pražané vzdávali poctu Karlově manželce Blance z Valois. Na nátlak Jana musela nakonec Blanka roku 1337 opustit Prahu a přesídlit do Brna. Král navíc zakázal, aby byly za Karlem zasílány důchody z Moravského markrabství. Opakovala se tak podobná situace jako kdysi při roztržce krále Jana s Karlovou matkou Eliškou Přemyslovnou. Karlův útěk před otcovou nevolí byl značně riskantní, do Tyrol musel cestovat přes Uhersko a Chorvatsko, dále se pak plavit přes Jaderské moře. Na dobrodružné cestě dokonce plachetnice, na které Karel cestoval, padla do rukou pirátů, tomu se však podařilo lstí uniknout. Počátkem června 1337 dorazil Karel do Tyrolska a odtud se pak zapletl do války v Lombardii na straně Benátek proti veronskému a padovskému vládci Mastinovi della Scala. Do vlasti se Karel vrátil na podzim roku 1337, v době kdy byl král Jan nepřítomný. Nebezpečí hrozící od císaře Ludvíka Bavora nakonec Jana a Karla smířilo a oba Lucemburkové od roku 1339 postupovali ve svorné spolupráci. V roce 1340 během pobytu v jihofrancouzském Montpellieru, kde si Jan léčil zrak u lékařů na zdejší univerzitě, zamýšlel Karel vydat se na pomoc kastilskému králi Alfonsi XI. ve válce proti Maurům z Granady, ale této vojenské výpravě král Jan zabránil, poté, co při neúspěšné léčbě oslepl i na druhé oko a obával se, že by jeho prvorozený syn a nástupce mohl na vzdáleném bojišti zahynout.

#### Dvě královské koruny
Na 11. června 1341 svolal Jan Lucemburský slavnostní zasedání českého zemského sněmu. Král Jan zde oznámil šlechtě, duchovenstvu i zástupcům královských měst své rozhodnutí, aby po jeho smrti nastoupil na český trůn Karel. Sněm slavnostně přijal markraběte Karla jako budoucího českého krále, markrabě chtěl také prosadit svou královskou korunovaci ještě za otcova života, to se však pro různé překážky nezdařilo. Mezitím byly lucemburské pozice v Tyrolsku zlomeny, Jan Jindřich byl odsud svou manželkou vyhnán a země se pak zmocnil císař Ludvík. To výrazně podkopalo lucemburskou moc a zároveň ještě více přispělo k nepřátelství mezi Lucemburky a císařem.

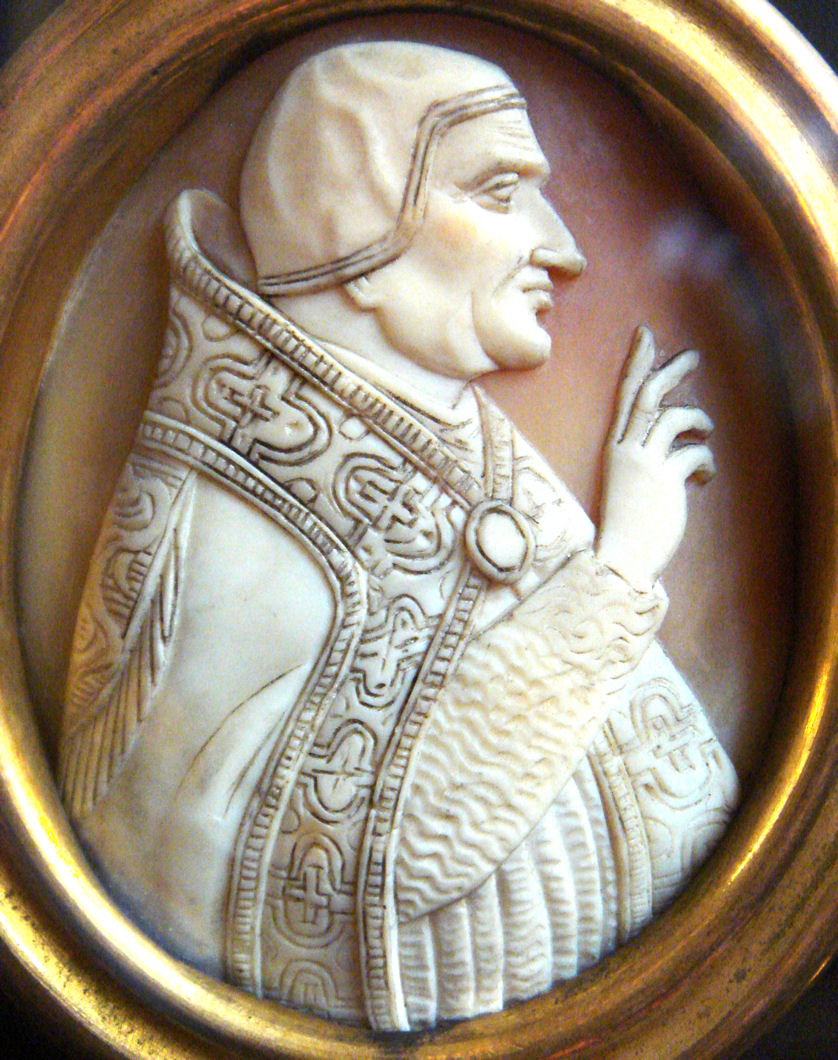
Papež Klement VI.

Pocit vítězství nad Lucemburky si však císař dlouho neužíval, na místo mírného papeže Benedikta XII. nastoupil Pierre de Rosieres jako papež Klement VI. Volba nového papeže znamenala pro Lucemburky naději na záchranu před rozpínajícím se císařem. Jan Lucemburský byl pak jedním z prvních, kteří pospíchali novému papeži poblahopřát. Již v červnu 1342 se pak Jan v papežském paláci zřekl své přísahy věrnosti císaři. Roku 1344 byl pak sám Karel pozván papežem do Avignonu. Zajímavostí je, že papež prý musel Karla a krále Jana opět usmiřovat, protože ti byli opět v ostrém rozporu. Jednání v Avignonu dopadlo pro Lucemburky dobře, Karel dokonce dosáhl toho, aby bylo pražské biskupství povýšeno na arcibiskupství a Čechy se tak vymanily ze závislosti na mohučské arcidiecézi. 30. dubna 1344 bylo bulou Romanus Pontifex Klementa VI. pražské biskupství slavnostně povýšeno na arcibiskupství. Prvním arcibiskupem se stal Arnošt z Pardubic. Papež a Lucemburkové také na svém jednání uzavřeli spojenectví proti císaři Ludvíkovi a dohodli se na Karlově kandidatuře ve volbě o nového římského krále.
Oba Lucemburkové se společně vrátili snad začátkem listopadu 1344 a společně dne 21. listopadu 1344 položili základní kámen ke stavbě Svatovítské katedrály.
Později se rozpoutal skutečný zápas Lucemburků o získání římské královské koruny. Klíčovou roli v získání římské koruny pro Karla sehrál jeho prastrýc Balduin Lucemburský. Karel musel pro získání koruny složit závažné, byť formální, sliby papeži a stejně tak musel vydat záruky a privilegia pro svého prastrýce Balduina. Jakmile Karel složil papeži sliby, obrátil se ten na říšské kurfiřty a vyzval je k volbě nového římského krále. Volba se uskutečnila památného dne, v úterý 11. července 1346 poblíž městečka Rhens na levém břehu Rýna. Karel byl zvolen novým římským králem hlasy pěti kurfiřtů. Své hlasy mu dali trevírský arcibiskup Balduin Lucemburský, mohučský arcibiskup Gerlach, kolínský arcibiskup Walram, český král Jan a saský vévoda Rudolf.

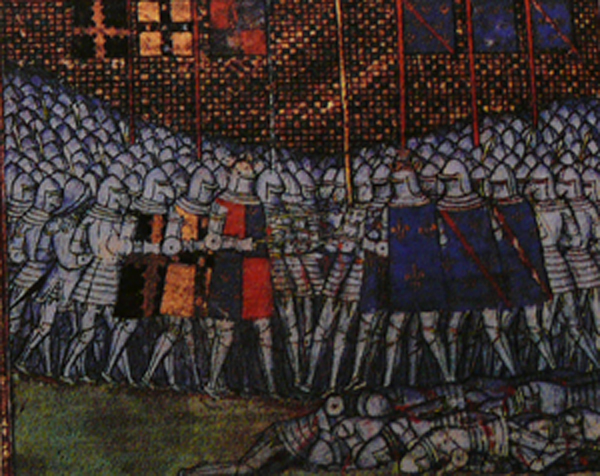
Bitva u Kresčaku na dobové iluminaci

K rozhodujícímu střetnutí mezi novým římským králem a císařem však zatím nedošlo. Francie byla totiž napadena anglickým králem Eduardem III. Francouzský král Filip VI. proto požádal své spojence a přátele o pomoc, Jan a Karel tradičně sepjatí s francouzským dvorem okamžitě svého spojence vyslyšeli a s vojenským oddílem se mu vydali na pomoc. V sobotu 26. srpna 1346 došlo k rozhodující bitvě u Kresčaku, kde bylo špatně vedené francouzské vojsko drtivě poraženo a svou smrt zde nalezl i Jan Lucemburský. Karlovu účast v bitvě popisuje jeho dvorní kronikář Beneš Krabice z Weitmile takto: „Když pak ostatní šlechtici viděli, že král Jan v bitvě padl a zahynul, aby neztratili oba panovníky, vyvedli jeho syna, pana zvolence Karla, jenž tam nablízku udatně bojoval a byl již poraněn střelami nepřátel, přes jeho odpor a proti jeho vůli z této bitvy a zavedli ho na bezpečné místo.“ Karel se tak stal dvojnásobným králem českým a římskoněmeckým. Jeho první vladařskou starostí se stal pohřeb otce, který se konal v souladu s poslední vůlí Jana Lucemburského v Lucemburku.

### Královská vláda

#### Nesnadné počátky vlády

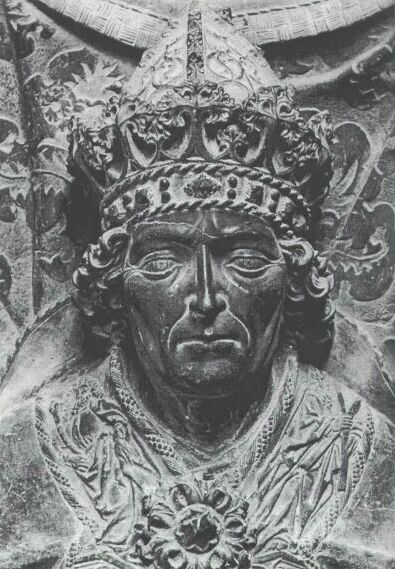
Císař Ludvík IV. Bavor, velký oponent krále Karla IV. v říši

Počátky vlády dvojnásobného krále byly nesnadné, Karel musel dosáhnout uznání především proti žijícímu císaři Ludvíkovi Bavorovi. Karel měl sice podporu hlavních říšských kurfiřtů, avšak bohatá říšská města zachovávala přízeň císaři. Karel se nechal na římskoněmeckého krále korunovat 26. listopadu 1346 v Bonnu, korunoval jej kolínský arcibiskup Walram. Korunovace v tradičních Cáchách nebyla možná, protože představitelé města zachovávali věrnost císaři. Karel pak jmenoval svého prastrýce Balduina říšským vikářem a svěřil mu také správu Lucemburska. Zpáteční cesta do Čech byla pro krále značně riskantní, protože musel cestovat přes nepřátelské území a hrozilo jeho zajetí císařem, proto Karel podstoupil cestu v převleku za panoše. Do Čech se Karel vrátil v lednu 1347. Korunovace na českého krále se konala 2. září 1347 a poprvé v dějinách ji provedl český arcibiskup Arnošt z Pardubic. Karel byl také korunován novou královskou korunou, kterou dal pro tuto příležitost vytvořit a kterou věnoval sv. Václavovi, od kterého si ji český král pouze vypůjčoval pro korunovaci a různé slavnostní příležitosti. Ještě předtím dal sepsat Korunovační řád českých králů, který vycházel ze starého korunovačního řádu římských králů z 10. století a z francouzského korunovačního řádu z roku 1328.
Na česko-bavorských hranicích zatím docházelo stále častěji k bojovým srážkám, proto se Karel rozhodl císaři postavit vojensky a v čele vojska se proti němu vypravil. Již na cestě k hranicím však Karla 14. října 1347 zastihla překvapivá zpráva o náhlém skonu císaře, který zemřel při lovu na medvědy raněn mrtvicí. Tak se Karel shodou náhod zbavil svého největšího rivala a původně vojenská výprava s nejasným výsledkem se proměnila v triumfální tažení říší, kde Karlovi postupně otevírala své brány významná říšská města jako Řezno, Norimberk, Štrasburk, Basilej, Špýr, Ulm a další. Přicházeli však i představitelé menších měst, kteří vzdávali Karlovi při jeho tažení hold a žádali o potvrzení privilegií. Karel si počínal s prozíravou velkorysostí a všude proto uděloval privilegia, práva a milosti.
Kromě říšských záležitostí byl Karel zainteresován v konfliktu mezi Francií a Anglií později nazvaném stoletá válka. Zde si počínal velmi pragmaticky a rychle se vyvázal ze spojeneckého svazku s francouzským králem. Prakticky až do své smrti se snažil zachovávat neutralitu, i když občas slíbil té či oné straně větší angažovanost a za jistých podmínek i pomoc.

#### Velký rok 1348

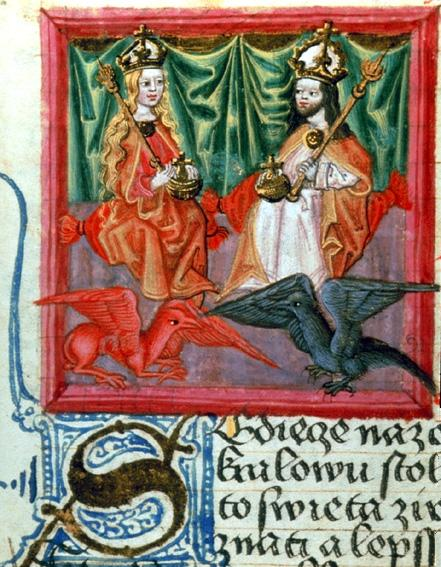
Blanka z Valois a Karel IV.

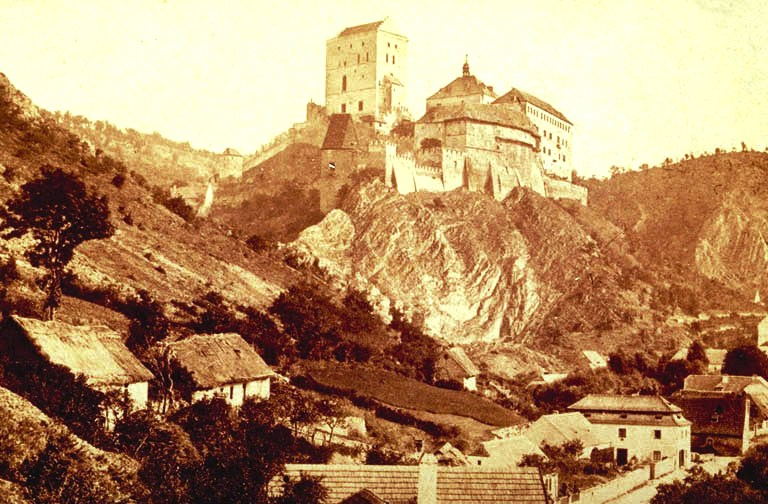
Historická podoba hradu Karlštejn, před Mockerovou přestavbou na fotografii Františka Fridricha (1870)

Rok 1348 byl významný především pro české země. Praha nebyla v době Karlově už jen hlavním městem českého království, ale stala se rovněž metropolí Svaté říše římské. Karel proto věnoval hlavnímu městu, které se mělo stát důstojným a reprezentativním sídlem císaře, velkou péči. Hned po svém návratu z říše, vydal dne 8. března 1348 zakládací listinu Nového Města pražského. Založením Nového Města se Praha stala skutečným velkoměstem a jedním z největších měst Evropy. Nové Město bylo obdařeno podobnými privilegii, jako Staré Město pražské. Nedlouho poté položil pak Karel základní stavební kámen hradeb Nového Města. V Praze se tou dobou také konal společný generální sněm říšské a české šlechty. Smyslem prvního generálního sněmu bylo státoprávní zakotvení českého státu v jeho vztahu k říši. Ze sněmu vyšlo celkem čtrnáct privilegií a listin, které mimo jiné potvrzovaly starší privilegia římských králů a císařů českému království a kladly důraz na mimořádné postavení českých zemí v rámci Svaté říše římské. Ve dvou listinách, přijatých 7. dubna 1348, se také poprvé vyskytuje pojem Corona regni Bohemiae neboli země Koruny české a Karel v nich začleňuje z titulu římského krále slezská vévodství, město Vratislav a další državy do trvalého svazku s českými zeměmi. Tyto dvě listiny se staly de facto novými ústavními zákony zemí Koruny české.
Soubor zmíněných privilegií ze 7. dubna pak uzavírá poslední čtrnáctá listina, svým významem pro české země zcela mimořádná, zakládací listina vysokého učení v Praze, proslulé Univerzity Karlovy. Jednalo se o první univerzitu na sever od Alp. Král se tak snažil pečovat o vzdělání obyvatel, aby nemuseli ti, „kteří bez přestání lační po plodech věd, v cizině žebrati o almužnu, ale aby nacházeli v království stůl jim k hostině připravený“.
Na příkaz Karla byla pak dne 10. června zahájena výstavba hradu Karlštejn, který se měl stát nedobytnou pevností střežící říšské a české korunovační klenoty. Rok 1348 byl významným i pro Moravu, kde Karel IV. zřídil Moravský zemský soud a založil Moravské zemské desky. Karlův velký rok byl však poznamenán i osobní tragédií, dne 1. srpna totiž ve věku 32 let skonala jeho milovaná manželka Blanka z Valois, která jej provázela od jeho dětských let.

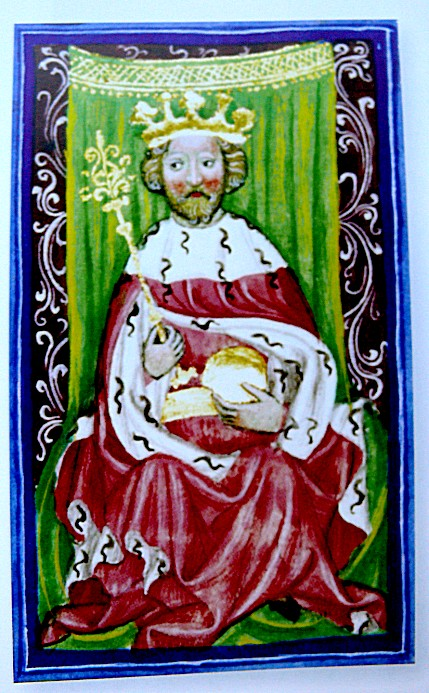
Karel IV. jako český a římský král

#### Boj o uznání v říši
Ani po smrti Ludvíka Bavorského nedosáhl Karel všeobecného uznání v říši, nýbrž musel o své postavení nadále tvrdě bojovat. Wittelsbachové popuzení ztrátou císařského titulu, především pak nejstarší syn Ludvíka Bavora – Ludvík Braniborský, hledali proti Karlovi konkurenta v boji o římskou korunu. Pro úlohu nového římského protikrále byl nakonec získán anglický král Eduard III., nepřítel Francie. Karel však projevil své mistrné nadání v oblasti diplomacie a po poradě s prastrýcem Balduinem začal s Eduardem vyjednávat. Již v dubnu 1348 uzavřeli Karel a Eduard přátelskou smlouvu. Celé jednání obou panovníků bylo završeno v červnu 1348 v Praze. Karel uzavřel s Eduardem spojenectví, nemusel však Eduardovi pomáhat v případném konfliktu s Francií, což mu umožnilo udržet přátelství i s francouzským královským dvorem. Eduard se pak římské koruny zřekl.
Pod záštitou rakouského vévody Albrechta II. se pak v červenci 1348 konala schůzka Karla IV. a Ludvíka Braniborského v Pasově, mělo zde dojít k usmíření. Útočné vystupování Ludvíka a provokace jeho stoupenců, kteří dokonce strhli výsostné znaky římského krále z domu, kde byl Karel ubytován, přesvědčily uraženého krále, aby bouřlivé jednání opustil a vrátil se do Čech. Wittelsbachové pak začátkem roku 1349 prosadili volbu nového římského protikrále, kterým se stal nevýznamný durynský hrabě Günther ze Schwarzburgu. Günthera podporoval i rýnský falckrabě Rudolf II. Karlovi se však podařilo nepřátelskou opozici rozbít, smluvil totiž svůj sňatek s Annou Falckou, dcerou falckraběte Rudolfa II a připojil tak Horní Falc (Nové Čechy) k zemím Koruny české. Svatba se konala v březnu 1349 ve městě Bacharachu.

#### Korunovace v Cáchách
Protikrál Günther ze Schwarzburgu vážně onemocněl a projevil záměr o smír s Karlem. Jednání započatá 22. května byla uzavřena a zpečetěna smlouvou ze dne 26. května 1349. Günther se vzdal nároku na římský trůn a náhradou dostal do zástavy některá říšská města s důchody ve výši 20 tisíc hřiven stříbra. Günther však svou porážku dlouho nepřežil a již v červnu zemřel. Karel mu vzdal velkorysou úctu, když se osobně zúčastnil jeho pohřbu. 17. června 1349 se pak konalo reprezentativní shromáždění všech kurfiřtů a říšských knížat ve Frankfurtu nad Mohanem, kde byl Karlovi složen velkolepý hold. Konečně se tak stal jediným nepopiratelným vládcem říše.
Po smíření s Wittelsbachy dovršil Karel své vítězství korunovací v Cáchách, tradičním korunovačním městě římských králů, dne 25. (některé zdroje udávají 24. resp. 26.) července 1349. Události se účastnilo mnoho předních říšských pánů a šlechticů. Karel se svou korunovací také přihlásil ke státotvorné a sakrální tradici říše Karla Velikého, v jehož stopách se hodlal ubírat a jehož velmi obdivoval. Den po Karlově korunovaci byla korunována také jeho těhotná manželka Anna. Korunovaci provedl Karlův prastrýc, trevírský arcibiskup Balduin.

#### Černá smrt a Židé
V letech 1348–1349 zasáhla Evropu ničivá pandemie moru, která dostala přiléhavé označení černá smrt. Lidé hledali původce této zkázy a Židé, kteří podle pověstí trávili studny a potraviny, znesvěcovali hostie a jimž zároveň mnozí dlužili nemalé částky, byli ideálním terčem jejich zloby. Evropou se šířily strašlivé pogromy. Již v listopadu 1348 došlo v Augsburgu k masakru, při němž byli pobiti židovští obyvatelé města. V březnu 1349 pak Karel IV. město omilostnil, ale požadoval od jeho představitelů zaplacení židovské daně. Židé byli služebníky komory krále, a ten je mohl dát do zástavy. Karel IV. toto právo využíval opakovaně. Roku 1349 zastavil Karel IV. frankfurtské Židy za patřičný finanční obnos představeným města. Když si pak občané města přišli vybrat svou zástavu a zabavit židovský majetek, zapálili Židé raději své domy a dobrovolně uhořeli. Téhož roku věnoval Karel IV. v Norimberku markraběti Ludvíku Braniborskému „tři domy nejlepších Židů… brzy po tom, co budou pobiti“. Karel IV. tedy dovolil zábor židovského majetku a dal najevo, že chystané zavraždění židovských uživatelů nehodlá nijak trestat.
16. listopadu 1349 Karel udělil Norimberku povolení srovnat židovskou čtvrť se zemí a na jejím místě založit mariánský kostel a tržiště. Dne 5. prosince 1349 následoval pogrom, pro který Karel IV. předem vyhlásil amnestii na veškeré násilné činy proti Židům. Zavražděno bylo 560 Židů.
Ačkoli Karel toleroval protižidovské pogromy v německých říšských městech, v samotné Koruně české Židy chránil, takže masivní vlna židovských pogromů, která v západní Evropě řádila na přelomu 40. a 50. let 14. století se českým zemím až na ojedinělé výjimky (Cheb) vyhnula. Důvody Karlovy ochrany byly především ekonomické.

#### Italští humanisté
Itálie procházela chaotickým obdobím a mnozí volali po schopném a rozhodném panovníkovi, který toto říšské území stmelí. Tehdy již slavný Francesco Petrarca psal Karlovi plamenné výzvy, aby nezapomínal na Itálii, kde najde „samu hlavu monarchie“. Vyměnili si několik dopisů, v nichž se Karel snažil vyjadřovat v podobném duchu jako jeho humanistický partner. V roce 1350 se v Praze objevil jiný humanista, politik, tribun lidu a papežem stíhaný „kacíř“ Cola di Rienzo, který se snažil Karla přesvědčit, že je čas k zásahu v Itálii. Karel, který se koncem roku 1350 a začátkem roku následujícího vzpamatovával z těžkého úrazu, si vše důkladně promýšlel a rozhodně nehodlal zabřednout do dalšího vleklého konfliktu v nevyzpytatelné Itálii, s jejímž prostředím neměl z mládí úplně ideální zkušenosti. Nechal po nějaké době Colu zajistit a vydal ho v roce 1352 kurii. S Petrarcou se Karel také setkal osobně a to koncem roku 1354 v Mantově na začátku své římské jízdy.

#### Sňatek s Annou Svídnickou

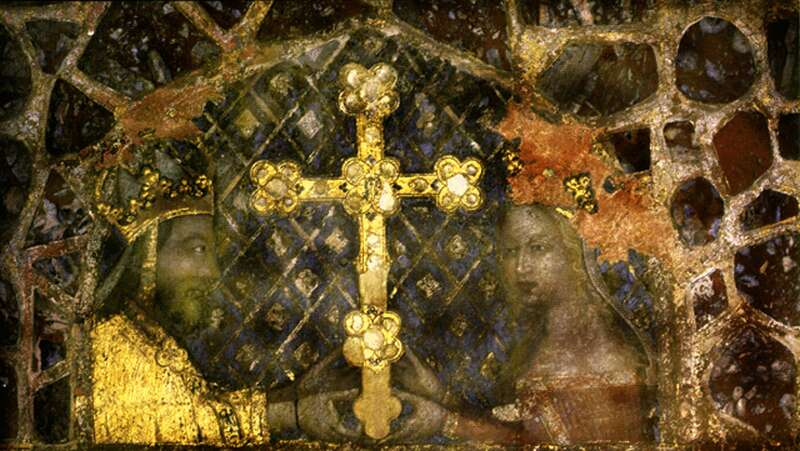
Karel IV. a Anna Svídnická

Královna Anna Falcká porodila 17. ledna 1350 Karlovi vytouženého syna, který byl pojmenován Václav. Karel svého mladičkého syna brzo zasnoubil s Annou Svídnickou, dědičkou Svídnicka a Javořicka, totiž slezského území, které stále zůstávalo samostatné. Malý Václav však 28. prosince 1351 zemřel a o něco později, 2. února 1353, byl následován Annou Falckou. Karel se tak musel opět rozhodnout, kdo se stane jeho novou manželkou. Jeho rozhodnutí Evropu překvapilo, Karel se sám zasnoubil s Annou Svídnickou, původní nevěstou svého syna Václava, díky čemuž poté připojil k zemím Koruny české Horní a Dolní Lužici. Slavná svatba Karla a Anny Svídnické se konala zřejmě v červnu 1353 v Budíně. Českou královnou byla mladičká Anna korunována o dva měsíce později.

### Císař Svaté říše římské

#### Římská jízda

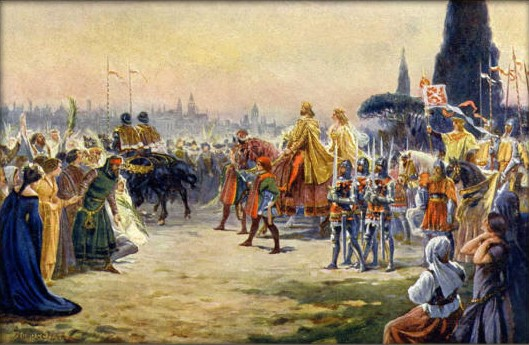
Adolf Liebscher: Karel IV. a Anna Svídnická vjíždějí roku 1355 do Říma

Snahy Karla IV. o císařskou korunovaci byly dříve zhaceny papežem Klementem VI. Po Klementově smrti roku 1352 zahájil proto Karel jednání s novým papežem Inocencem VI., která však nic zásadního nepřinesla. V létě roku 1354 dospěl Karel k přesvědčení, že nastala správná chvíle pro získání císařského titulu. Na den svatého Václava roku 1354, v době kdy pobýval v Horní Falci, vydal král Karel rozkaz k jízdě do Itálie, čímž opět překvapil Evropu, především papeže sídlícího v Avignonu. Postupoval poměrně pomalu, kromě intenzivních vyjednávání a politických setkání ho zpomalovalo velmi důkladné sbírání relikvií. Dne 6. ledna 1355 byl Karel v Miláně korunován lombardskou korunou na krále lombardského. Karel pak přebýval v Pise, kde očekával říšské a české vojenské oddíly a královnu s arcibiskupem, ti dorazili v únoru 1355. Před Řím přitáhl král Karel v doprovodu 4 000 rytířů 2. dubna 1355. Karel se pak do Říma vypravil inkognito, aby si mohl prohlédnout místní památky, neboť papežovi slíbil, že se ve věčném městě zdrží jen jeden den. Císařská korunovace se konala 5. dubna 1355.
| „                          | Na velikonoční neděli časně ráno vyjel pan Karel na pole mimo město a tam k němu přišli Římané a převeliké množství lidí ze všech končin světa, všichni sedíce na silných koních, ve zbrani a v přilbách s chocholy, připraveni jako k boji, projevovali svou pohotovost k službám. Potom vjel první panovník světa provázen velkým množstvím lidu, o třetí hodině téhož dne s mocí a nádherou do města, opásal mnoho a bezpočtu lidí rytířskými pásy a byl ... pomazán a korunován za císaře veškerého okrsku zemského, společně se svou manželkou, paní Annou... | “ |
| — Beneš Krabice z Weitmile | |   |

Korunovace proběhla ve Svatopetrské bazilice a provedl ji papežský legát kardinál Pierre de Colombiers. Slavnostní hostina se pak konala v Lateránském paláci. Pro české země to byl zvlášť památný den, poprvé v dějinách se totiž stal český panovník římským císařem. Od této chvíle pak Karel začal používat u svého jména pořadové číslo čtvrtý, tedy latinsky Karolus Quartus. Při zpáteční cestě se císař s císařovnou ubytovali v Pise. Zde však došlo k povstání a palác, ve kterém císařští manželé přenocovali, byl podpálen, takže Karel IV. a jeho manželka si museli zachránit život útěkem v nočních úborech. V následujících dnech Karel odboj potlačil a sedm vůdců povstání dal popravit.

#### Maiestas Carolina
Ještě před římskou jízdou se Karel IV. pokusil sepsat české královské právo a kodifikovat ho v jednom zákoníku. Ten vznikal postupně zhruba od roku 1350 a v létě 1355 už se rýsovala jeho téměř konečná podoba. Dostal později název Maiestas Carolina, ale toto pojmenování je doloženo až k roku 1617. Vycházel zčásti z právních představ posledních přemyslovských králů, ale Karel do něj zakomponoval především vlastní zkušenosti a znalosti. Při sestavování mu pomáhal pravděpodobně jen malý okruh rádců. Zákoník měl celkem 109 článků a jednoznačně směřoval k posílení královské moci. Velká pozornost byla věnována královským statkům, aby se do budoucna zabránilo jejich rozprodání šlechtě či zcizení, jako se tomu dělo například za krále Jana. Několik kapitol se věnovalo královským úřadům, korunovaci královny, hospodaření v královských lesích atd. Už v době přípravy narazil zákoník na tvrdý odpor šlechty, který ani Karel nebyl schopen překonat. Věděl, že ho neprosadí, ale aby neztratil tvář, tak prohlásil, že nedopatřením shořel v krbu. Že to nebyla pravda, je zřejmé z toho, že několik opisů se zachovalo a v následujících letech sloužily jako jakási pomůcka či vodítko při právní praxi.

#### Zlatá bula

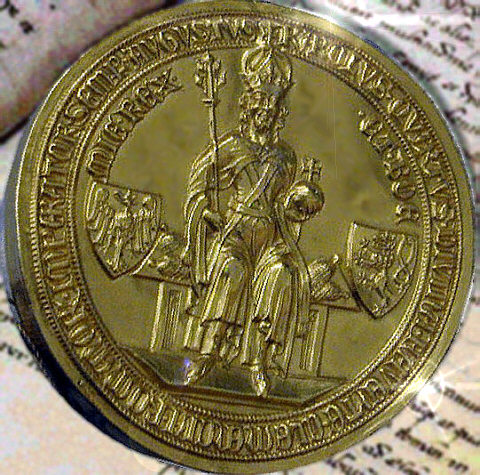
Zlatá bula Karla IV.

S císařskou korunou na hlavě mohl nyní Karel realizovat své dlouhodobé plány v říši. Ve spolupráci se saským vévodou Rudolfem a za přispění kancléře Jana ze Středy připravoval císař návrh na úpravu svodu právních zásad, podle nichž se měla řídit volba římského krále. Prvních 23 článků nového zákoníku bylo přijato říšským sněmem v Norimberku 10. ledna 1356. Zbývajících sedm článků pak bylo přijato na sněmu v Metách 25. prosince 1356. Nový zákon vešel později ve známost jako Zlatá bula Karla IV. a stal se základním ústavním zákonem říše až do jejího zániku roku 1806. Zlatá bula stanovovala, že volbu římského krále provádí sedm kurfiřtů – pilířů Říše: arcibiskupové trevírský, kolínský a mohučský, král český, falckrabě rýnský, vévoda saský a markrabě braniborský. Ti se měli vždy do 3 měsíců po smrti římského krále sejít a do dalších 30 dnů zvolit nového, přičemž nebyla nutná jednomyslnost, ale stačila prostá většina. Volebním místem měl být Frankfurt nad Mohanem. Zlatá bula zdůrazňovala výjimečné postavení českého krále, ten měl mít na říšských sněmech a jiných slavných shromážděních v říši přednost před kterýmkoliv přítomným jiným kurfiřtem. Mohl např. kráčet bezprostředně za císařem a mít na hlavě korunu. Zlatá bula uzákonila také další výsady pro českého krále a české království: potvrzovala svobodnou volbu českého krále českým sněmem v případě vymření panovnického rodu a dědičnost po přeslici. Císař také nemohl český stát udělovat jako (odumřelé) léno a nemohl českého krále ani jmenovat. České království mělo výhradní právo na soudní svrchovanost. Ustanovení tak stavěla české království na zvláštní, samostatné a privilegované místo v rámci říše.

#### Diplomacie v 50. a 60. letech 14. století
V letech 1355–1356 vyvinul Karel a jeho diplomaté značné úsilí ve snaze urovnat konflikt mezi Francií a Anglií, ale snaha nakonec nevedla k žádnému výsledku. Důvodem bylo zřejmě i to, že jeho nabídky především vůči francouzské straně nebyly zdaleka nezištné – žádal například navrácení měst Verdun, Cambrai, Château-Cambrésis a Vienne a složení lenních slibů dalších území. Znesvářené strany se nakonec dohodly na smíru, který byl uzavřen 8. května 1360, ale bez jakékoliv účasti Karla IV.
V roce 1358 vypukla tzv. druhá vogtlandská válka mezi Wettiny a říší. Karel musel po relativně dlouhé době uplatnit své válečnické umění. Konflikt se záhy podařilo urovnat bez větších bitev či krveprolití.
Počátkem 60. let přistoupil polský král Kazimír III. k protilucemburské koalici Karlova zetě Rudolfa IV. Habsburského a uherského krále Ludvíka. Jejím cílem bylo zamezit dalšímu vzestupu císařské moci Karla IV. Ten však pomocí diplomacie, jejíž součástí byl i jeho poslední sňatek s Kazimírovou vnučkou Alžbětou Pomořanskou, toto nebezpečí odvrátil. Koalice se však o něco později z podnětu Kazimíra obnovila.

#### Vystoupení proti církvi
V západní Evropě, zejména ve Francii se začala projevovat společenská krize a to především růstem zločinnosti, obecnou nejistotou, úpadkem mravů a pohoršlivým životem církve. Proticírkevní nálady se brzy začaly šířit i do oblastí říše. Závažnosti problému si byl vědom i císař, který vystoupil na říšském sněmu v Mohuči v březnu 1359 s vážnou výzvou na adresu církve. Císař církevní hodnostáře vyzval, aby učinili přítrž úpadkovému životu v řadách duchovenstva, Karel také pohrozil, že potrestá případné provinilce zabavením jejich majetku a příjmů ve prospěch světských knížat. Karel IV. tak jako první vyslovil jeden z požadavků pozdějšího reformního hnutí. Papež se proti císaři ohradil a prosil ho, aby nezasahoval do církevních poměrů. V říši si mezitím někteří světští panovníci vysvětlili císařovu pohrůžku jako pokyn k zabavování církevního majetku, což způsobilo nemalý rozruch. Císař proto musel již v říjnu 1359 vydat rozkaz, aby byl tento postup pánů zastaven.

#### Druhé tažení do Říma

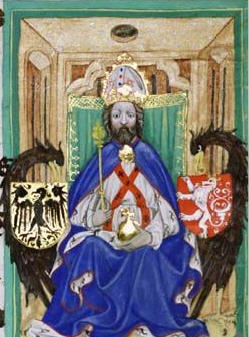
Karel IV. jako římský císař

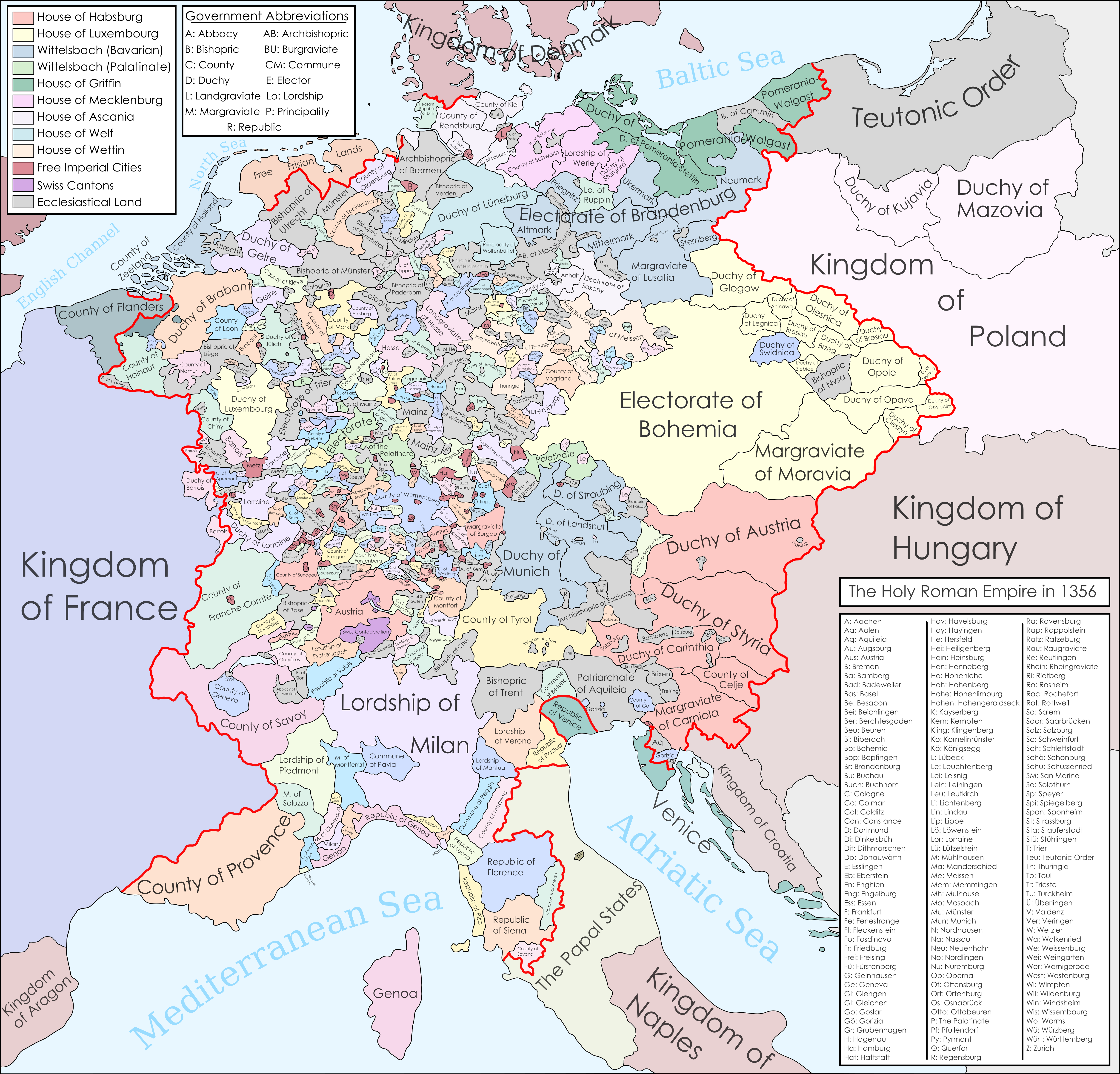
Svatá říše římská v době vydání Zlaté buly Karla IV. roku 1356

Jedním z největších cílů Karlovy císařské politiky bylo vymanit papeže z vlivu francouzského krále. Karel se všemi dostupnými prostředky snažil přesídlit papeže z tzv. avignonského zajetí do Říma. Roku 1362 se novým papežem stal Urban V. Císař přijel v květnu 1365 na okázalou návštěvu do Avignonu, podle některých kronikářů v doprovodu tří tisíc osob. Konala se zde slavnostní hostina, které se účastnil císař, papež, kardinálové a vévoda Ludvík z Anjou a týden se rokovalo o důležitých otázkách doby, patřila sem například křížová výprava proti Turkům a tíživá situace Francie a Itálie způsobená řáděním žoldnéřských band. Jednalo se také o císařově plánované korunovaci na arelatského krále, s čímž papež hájící francouzské zájmy nesouhlasil. Císař však svůj záměr uskutečnil a 4. června 1365 se dal v Arles korunovat. Byl tak prvním od časů císaře Fridricha I. Barbarossy.
Poté, co se císař vrátil z Arles do Avignonu, vyjednával dále s Urbanem V. o návratu papeže do Říma. Papež nakonec císařovu výzvu přijal. Říšský sněm ve Frankfurtu, konaný roku 1366, pak rozhodl o císařově další římské jízdě, aby mohl podpořit papeže. Přes odpor francouzského krále Karla V. pak papež Urban V. opustil 30. dubna 1367 Avignon a vypravil se na cestu do Říma. Zatímco papež dorazil do Říma v říjnu 1367, císař Karel IV. vytáhl na cestu až v dubnu 1368. Na cestě Itálií se Karel střetl s vojskem milánského pána Bernaba Viscontiho, s nímž pak v srpnu 1368 uzavřel mír.
17. října 1367 se pak císař Karel sešel s papežem ve Viterbu a dva dny na to vjel v doprovodu vojska o počtu 40 000 mužů do Říma. 21. října vtáhl do Říma i papež a císař jej symbolicky uvedl jako pán Říma do svatopetrského chrámu. Krátce poté přijela do Říma nová manželka Karla IV. Alžběta Pomořanská, která byla papežem dne 1. listopadu 1368 korunována na císařovnu. Karlovo přesídlení papeže do Říma byl úspěch, který neměl mít dlouhého trvání. Ani císař, ani papež nebyli schopni v problematickém italském prostředí prosadit svou autoritu a papež již roku 1370 Itálii raději opět opustil a vrátil se do Avignonu.

#### Braniborská expanze

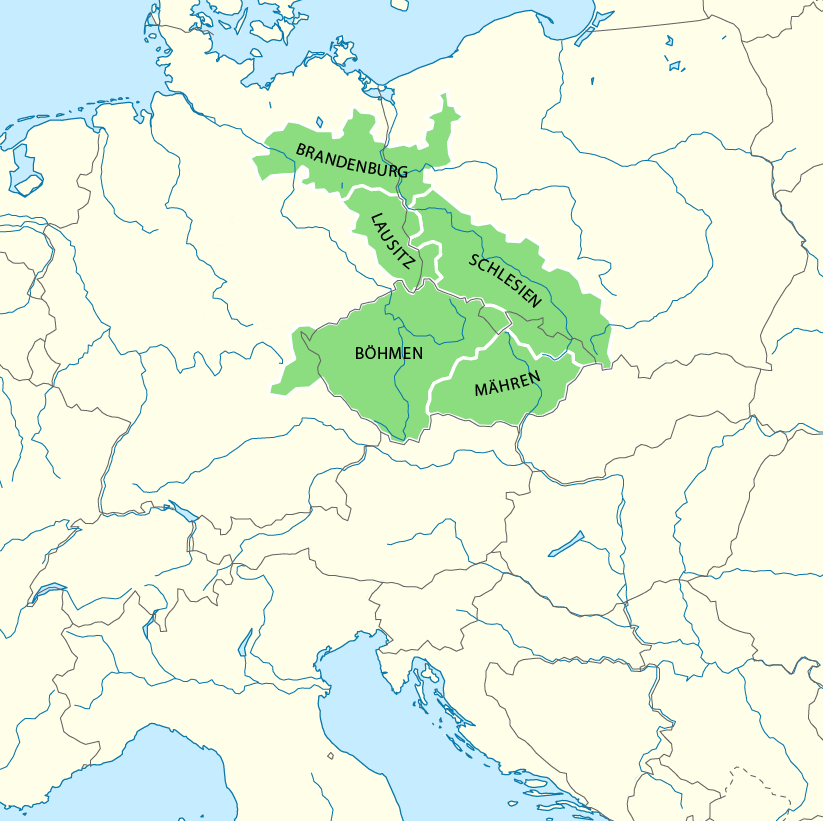
Země Koruny české za Karla IV.

Po smrti Karlovy manželky Anny Svídnické připadlo českému království nejen Svídnicko a Javorsko, ale také Dolní Lužice, která připadla Karlovým a Anniným společným dětem, tedy především jejich synovi Václavovi IV. Dle smlouvy s Wittelsbachy mělo Lucemburkům připadnout také Braniborsko, pokud by se braniborský kurfiřt Ota V. Bavorský nedočkal dědiců. Vzrůstající moc Lucemburků byla trnem v oku především Karlovým sousedům polskému Kazimírovi a uherskému Ludvíkovi. Oba tito panovníci uzavřeli proti Karlovi komplot a získali na svou stranu i Otu V. Bavorského, k nim se pak přidali i bavorští vévodové, Otovi bratři. Karel se však nepřátel nezalekl a rozhodl se konflikt řešit vojenskou silou. Šťastná souhra náhod však rozbila nepřátelskou koalici, Karel totiž zasnoubil a posléze oženil svého syna Václava s Johanou Bavorskou, dcerou bavorského vévody Albrechta I. Roku 1370 pak zemřel polský Kazimír III., jeden z největších Karlových rivalů. Po zrušení dědické smlouvy braniborským markrabětem Ottou, počátkem července roku 1371 vyhlásil Karel IV. markraběti nepřátelství a vtrhl do Branibor, Braniborské markrabství se poté po dvouletém konfliktu roku 1373 stalo součástí zemí Koruny české. Po prvních bojích se císař po uzavřeném příměří vrátil do Prahy a podařilo se mu zvrátit i nepřátelství uherského krále. To se mu podařilo roku 1372, kdy byly dohodnuty zásnuby Karlova druhorozeného syna Zikmunda s Ludvíkovou dcerou Marií. Roku 1373 začaly další boje o Braniborsko. Odpor proti Karlovu mocnému vojsku se posléze zhroutil a Ota V. před císařem kapituloval. Vítězný císař požadoval úplné odstoupení celého Braniborska, a to dědičně. V srpnu 1373 pak byly dohodnuty hlavní podmínky, Wittelsbachové odevzdali Braniborsko císaři a náhradou dostali hotově 200 tisíc zlatých na místě. Ota dostal také náhradou některé statky a hrady v Nových Čechách. Celková náhrada za Braniborsko přišla pak Karla IV. na půl milionu zlatých, ať už v hotovosti nebo v nemovitostech. Karel poté zřídil své druhé sídlo vedle Prahy také v Tangermünde ve Staré marce, aby posílil lucemburskou přítomnost na nově získaných územích.

#### Prosazení Václava IV. na římsko-německý trůn

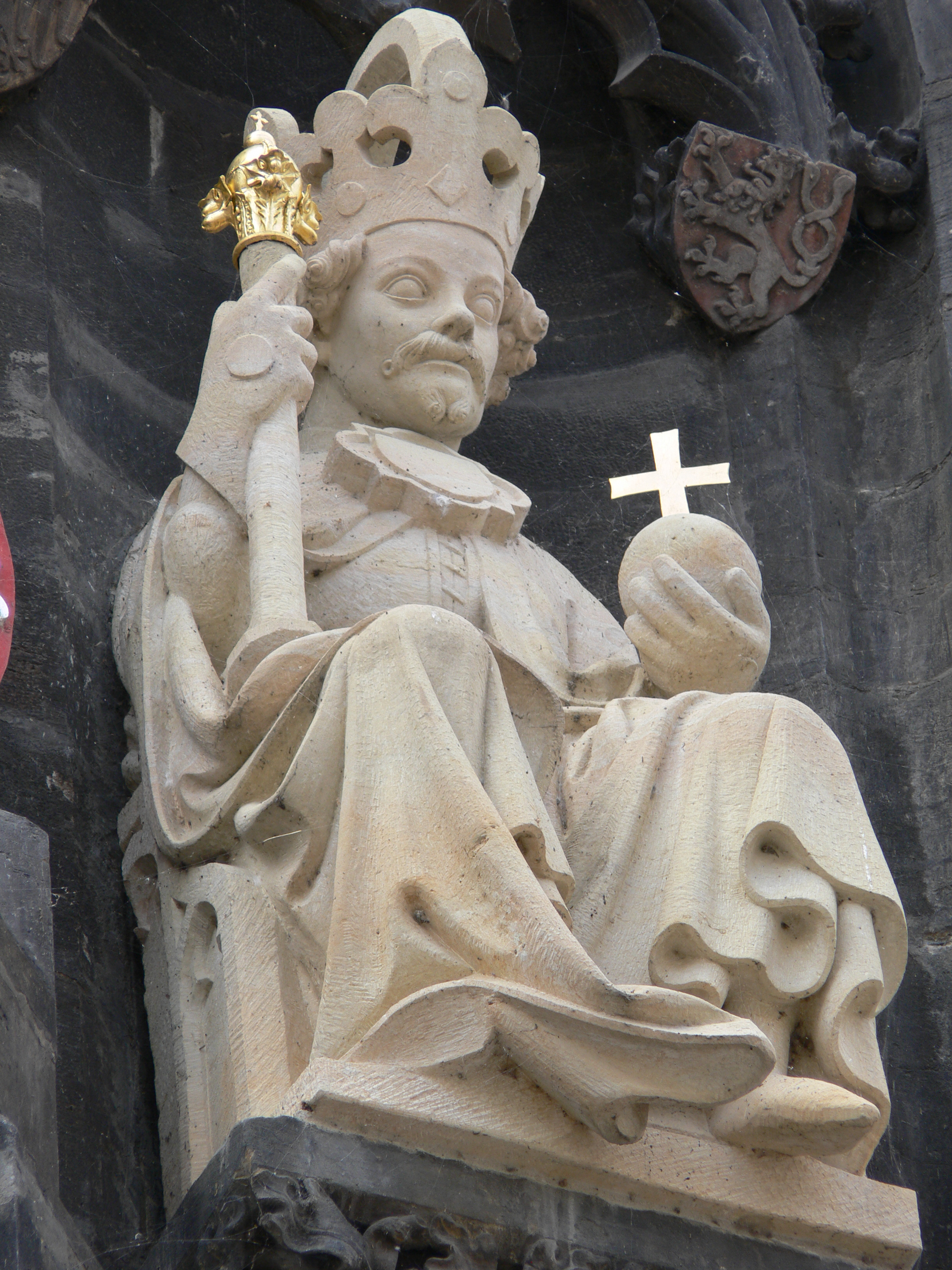
Václav IV., milovaný syn Karla IV.

Po připojení Braniborska se císař začal zabývat intenzivní myšlenkou prosazení svého nejstaršího syna a dědice, velmi milovaného Václava IV. na římský (dnešní terminologie římsko-německý) trůn. Nebyl to rozhodně jednoduchý cíl, Karel musel kurfiřty uplácet penězi a mnoha privilegii a výhodami. Sám Václav musel vedle Karla slibovat říšským knížatům, že pokud bude zvolen, potvrdí jim všechna císařská a královská privilegia. Císař Karel volbou syna také porušil svůj vlastní zákon, Zlatou bulu. V úterý 10. června 1376 nastala pro Karla IV. toužebně očekávaná chvíle, kdy byl jeho syn a korunovaný český král Václav IV. jednomyslně zvolen římským králem hlasy samotného Karla IV., mohučského arcibiskupa Ludvíka, trevírského arcibiskupa Kuna, kolínského arcibiskupa Fridricha, rýnského falckraběte Ruprechta Staršího, braniborského markraběte Zikmunda Lucemburského a saského vévody Václava. Již 6. července 1376 se v katedrále v Cáchách konala slavná korunovace Václava IV. na římského krále, při níž byli po boku korunovaného krále císař s císařovnou v plném lesku svého majestátu. Karel také dokonce vojensky donutil města ve Švábsku, aby vzdala jeho synovi hold, když se zmocnil města Ulm a nechal vyplenit jeho okolí.

#### Cesta do Francie
Roku 1376 přesídlil Karel IV. papeže Řehoře XI. přes značný odpor francouzského krále do Říma. Císař si uvědomil, že by papežův konflikt s odbojnými profrancouzskými kardinály mohl přerůst v otevřený rozkol, schizma. Dále Karla trápilo případné následnictví po uherském a nyní také polském králi Ludvíkovi I. Velikém. Ludvík totiž zasnoubil svou dceru Kateřinu s francouzským princem Ludvíkem Orleánským. Francouzský dvůr od zásnub očekával, že se Ludvík ujme vlády v Uhrách, ale také Neapolsku a Provenci. Karel IV. se rozhodl tyto negativní faktory řešit a přes pokročilý věk a onemocnění dnou se vydal spolu se svým synem a nástupcem Václavem na cestu do Francie.

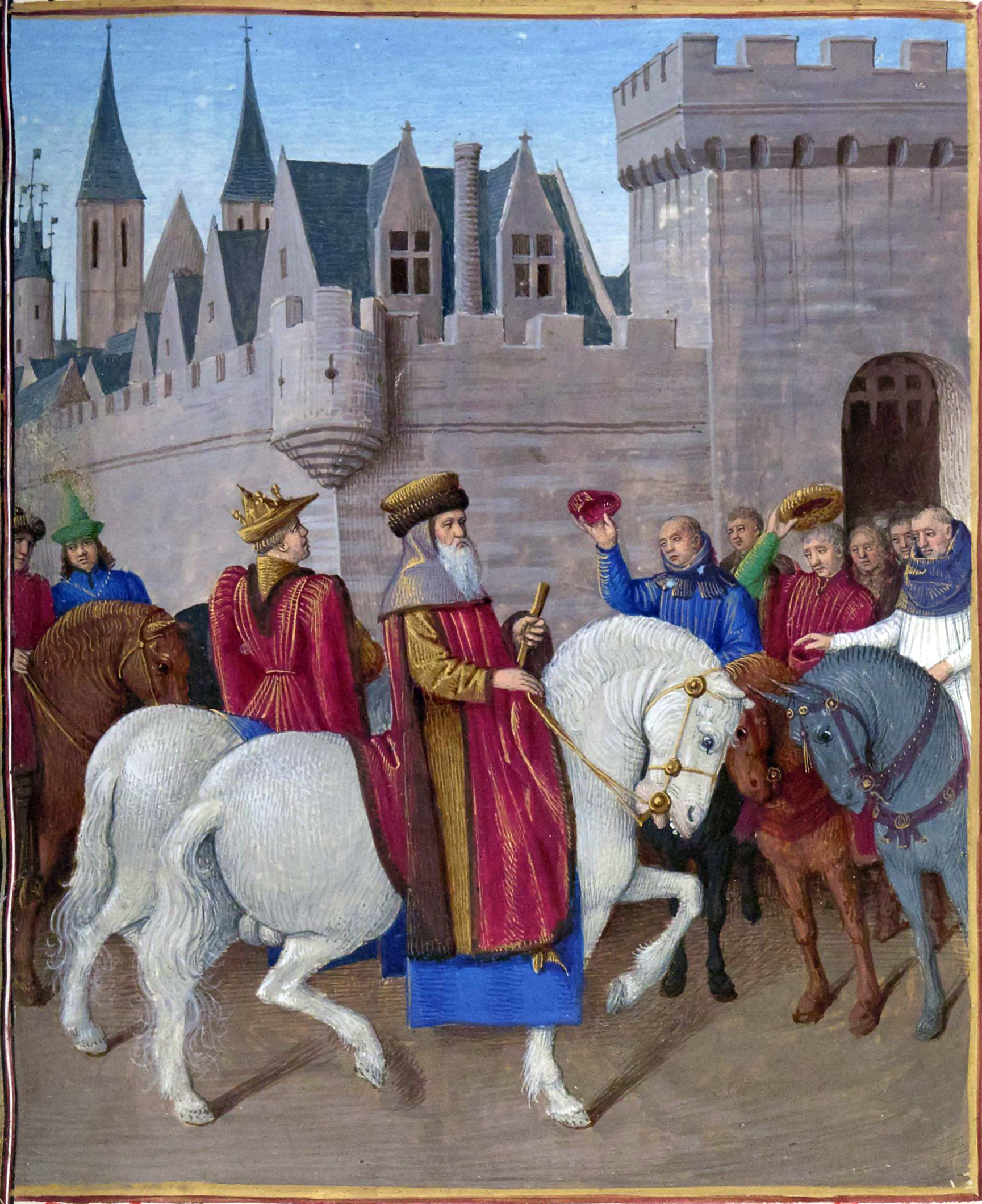
Císař vjíždí do Cambrai ve Francii

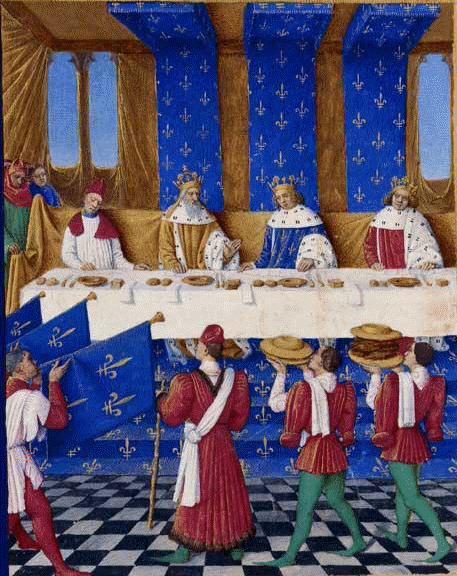
Karel IV., Karel V. Francouzský a Václav IV. na banketu

Do Francie Karel cestoval přes Cáchy, kde si odpočinul před další cestou. 20. prosince 1377 pak poblíž města Cambrai překročil francouzské hranice. 22. prosince 1377 vjel Karel se skvělým a reprezentativním průvodem po boku svého syna do Cambrai. Francouzský král Karel V. poslal svému strýci a vznešenému hostu naproti výkvět francouzského panstva a rytířstva. Císaře velmi trápila dna a jízda na koni mu způsobovala bolesti, proto mu Karel V. poslal jeden ze svých osobních vozů, tažený bílými koňmi, a také nosítka. A tak Karel IV. dorazil do Saint-Denis, dnes součást Paříže, tenkrát ještě daleko za městem. Zastavil se v kostele, kde byli pohřbeni všichni, které si pamatoval z dětství: Karel IV. Sličný, jeho manželka Marie Lucemburská, která byla Karlovou tetou, a Jana z Évreux. Do Paříže vstoupil celý průvod za mimořádných bezpečnostních opatření. Císař byl velmi unavený, a tak se slavnostní večeře účastnil až třetí den. Přitom zhlédl na tu dobu velkolepé divadelní představení, které mělo scénickou podobu události z konce 11. století, kdy Godefroy z Bouillonu dobyl Jeruzalém. Hovořil zde s králem Karlem V. o rozdělení sfér vlivu v Evropě a v neposlední řadě o přesídlení papeže z Avignonu zpět do Říma. Karel V. žádal svého strýce o pomoc ve válce s Anglií, ten však neslíbil nic konkrétního. Dále se jednalo o dědictví po Ludvíkovi z Anjou. V plánu bylo, že by polská koruna měla v budoucnu připadnout Zikmundovi Lucemburskému (ten ovšem nakonec získal uherský trůn). Poté odpluli lodí do Saint-Pole do paláce královen, kde se slavnosti účastnilo mnoho pánů, rytířů a urozených lidí. Císař si přál vidět vévodkyni z Bourbonu, Izabelu z Valois, švagrovou po jeho zemřelé první ženě Blance z Valois, která byla jedinou žijící osobou, se kterou se setkal v dětství. Od té doby uplynula dlouhá doba a císař ji téměř nepoznal. A pak už následovala cesta domů přes Lucemburk a Norimberk. V dubnu 1378 byl zpět v Praze.

### Poslední rok a smrt

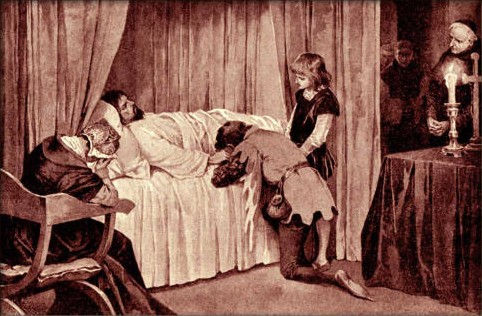
Věnceslav Černý: Smrt Karla IV. v roce 1378

Po návratu z Francie došlo k tomu, čeho se Karel obával – papežskému schizmatu, vládli dva papežové, kteří se navzájem nazývali kacíři. Karel již neměl čas schizma zvrátit a to se později mělo negativně projevit především za vlády jeho syna Václava. Poslední Karlovo nařízení z 2. listopadu 1378 se týkalo české mince; i za jeho panování byla měna inflací velmi znehodnocena a Karel udělal opatření k její ochraně. Karla trápila ve vyšším věku dna, která ztěžovala jeho pohyb a také mohla být příčinou pádu, nejspíše z koně či ze schodů. Zlomenina krčku stehenní kosti ho upoutala na lůžko. V důsledku toho v pondělí 29. listopadu 1378 skonal na Pražském hradě tři hodiny po západu slunce. Příčinou byl zápal plic. Císařova mrtvého těla se ujali balzamovači. Poté byl v síni královského paláce na Pražském hradě vystaven jedenáct dní na katafalku. Další dny byl přemísťován po různých místech Prahy, aby jeho památku mohlo uctít co největší množství lidí. Pokaždé byl vypravován velkolepý průvod. Máry neslo celkem 30 osob. Přihlížející kronikář odhadl průvod na 7000 lidí a průvod dosahoval délky ze Starého Města pražského až na Vyšehrad.
V pohřební řeči byl císař Karel IV. poprvé nazván Otcem vlasti. Takto ho nazval jeho přítel Vojtěch Raňkův z Ježova, profesor na francouzské Sorbonně. Karel IV. je pohřben v sarkofágu uprostřed královské krypty v chrámu sv. Víta na Pražském hradě. Původní hrobka, kterou skutečně založil, se nachází v prostoru mezi dnešním oltářem a oltářním stolem. Karlovy naštěstí dobře zachovalé kosterní pozůstatky zkoumali koncem 20. století lékaři-antropologové Emanuel Vlček a Jiří Ramba.

## Osobnost

### Fyzická podoba, zranění, nemoci

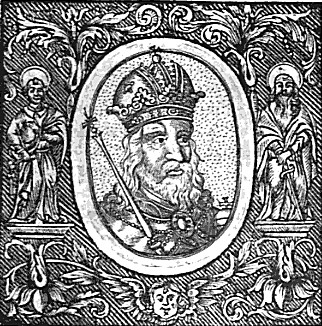
Karel na rytině z konce 17. století, na níž lze zřetelně vidět jizva nad pravým okem.

Karel IV. byl asi 173 cm vysoký muž, jehož postava připomínala dnešního dobře stavěného atleta. Klasická podoba s vousy, delšími vlasy a mírně ustupujícím čelem zřejmě odpovídá skutečnosti, ale dobové portréty nám nic neříkají o drsném způsobu života, který Karel vedl. Časté cvičení se zbraněmi, účast v bitvách či na turnajích a později i typická strava vyšších vrstev na něm zanechaly své stopy. Již jako šestnáctiletý utržil první válečné šrámy a ty s rostoucím věkem přibývaly. Podle profesora Emanuela Vlčka měl četná poranění v obličeji, z nichž se nejvýrazněji projevovala sečná rána u kořene nosu poblíž pravého oka. I jeho údy nesly stopy mnoha zhojených ran. Šlo například o zlomeniny loketní a lýtkové kosti nebo o těžké zranění levého kolene. Kromě toho začal být v pozdějším věku velmi sužován typickou chorobou bohatších vrstev – dnou. Ta ho velmi trápila a často nemohl kvůli jejím projevům několik dní chodit. Další anatomická zkoumání jeho ostatků ukázala například to, že Karel měl až do své smrti všechny zuby a pouze jeden malý zubní kaz.

#### Zranění z roku 1350

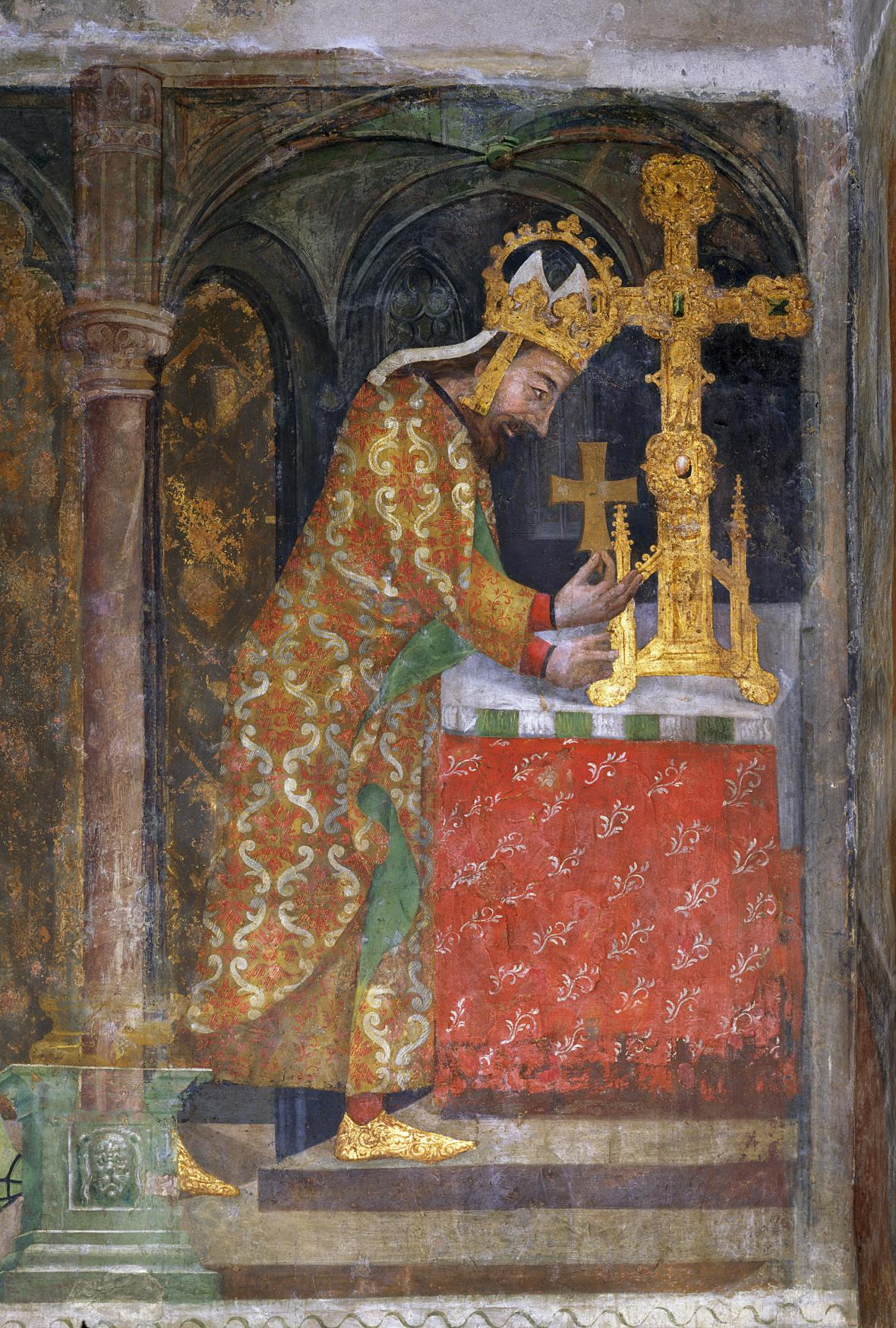
Na obrazu ostatkové scény z kaple sv. Kateřiny (cca 1360) jde vidět Karlova nahrbená postava jako důsledek těžkého zranění krku.

Nejmasivnější zranění, které Karel a jeho kronikáři dokonale utajili ve všech směrech, utrpěl na podzim, s největší pravděpodobností v říjnu, roku 1350. Za příčinu Karlova několikaměsíčního ochrnutí byla zahraničními kronikáři považována otrava, domácí prameny o události unisono pomlčely (pravděpodobně na popud samotného Karla IV.). Karel se zřejmě zúčastnil rytířského turnaje, byl při něm sražen na zem a poranil si čelist a páteř. Hypotéza docenta Jiřího Ramby, že se tak stalo v Itálii, je podložena jen nepřímo, prameny (králův itinerář) naopak dokládají císařovu přítomnost v Praze. Doc. Ramba tak usuzuje pouze na základě skutečnosti, že o léčení Karla IV. psal italský kronikář Mateo Villani, ten však nepíše o úrazu ale pouze o otravě. Ukázala se přímá souvislost mezi úrazem deformovanou krční páteří a nově zjištěnými vyhojenými zlomeninami dolní čelisti, které nalezl docent Jiří Ramba při dodatečném vyšetření královy lebky. Z mohutnosti Karlovy čelisti je zřejmé, že muselo jít o velmi těžký úder, aby vyvolal tak komplikované a život ohrožující zranění. Šlo buď o klasický úder, nebo náraz brady při pádu na tvrdou podložku. Současné násilné zvrácení hlavy přivodilo poranění krčního úseku páteře. Mechanismus zranění páteře později potvrdili profesor Jan Bartoníček a docent Jan Šprindrich. Úder byl veden na střed brady, kterou krátkodobě působící velká rázová síla symetricky vylomila v rozsahu šesti předních zubů (řezáků a špičáků). Spotřebovaná kinetická energie se přenesla tělem a větvemi čelisti až na kloubní výběžky, které se zlomily a tahem svalů se posunuly směrem dovnitř a sesunuly se dolů. Vznikla zrcadlově věrná čtyřnásobná zlomenina dolní čelisti. V novém postavení se obě hlavice přihojily a přes funkční zatěžování (žvýkáním) se jen částečně vrátily do původní tvaru. U tohoto typu zlomenin se zkrácením úlomků se otevře skus, takže zraněný nedokousne na přední zuby. Dolní čelist se tahem svalů posune lehce dozadu a u krále se tak stalo natrvalo. Otevřený skus jsme u Karla nenalezli, neboť mu byl kompenzován záměrným vysunutím bradového úlomku se šesti předními zuby! Tyto nálezy dokazují, že Karel byl chirurgicky ošetřen, a to velmi kvalitním způsobem. Jak takové zcela jistě devastující zranění, mohlo být provedeno v podmínkách středověké medicíny? Zákroky, jimž se musil Karel podrobit, byly velmi bolestivé. Zde mohla napomoci Spongia Somnifera, "uspávací houba", používaná od konce 10. století, kdy se rozšířil recept na její přípravu. S otevřeným skusem Karla IV. si chirurg věděl rady, četl nebo na vlastní oči mohl vidět operaci, kterou prováděl Ruggero di Frugardo: „Pokud nejsou zuby dolní čelisti v kontaktu s horními...potom musí být čelist posunuta tak, aby se dolní zuby dotýkaly horních.“ Skus uzavřel tím, že bradový úlomek vysunul vzhůru, čímž se přední zuby dostaly do vzájemného kontaktu. Následovalo dotažení dlahy nejspíše zlatým či stříbrným drátem a tím zpevnil odlomenou bradu. Rány měkkých tkání úst a obličeje zašil voskovaným vláknem. Pokud jde o krční páteř, bylo nemožné, že by se lékaři nesnažili ji napravit. Na její poranění upozorňovaly krevní výrony a mohutný otok krku. Přesto však existuje medicínsky nesmírně cenná a zajímavá zpráva. Florentský kronikář Matteo Villani zapsal, že „lékaři při léčbě sáhli k nejsilnějším prostředkům, kdy panu Karlovi, králi českému a římskému byly vytrhány vlasy z hlavy.“ Zdánlivě nevýznamná věta o druhu prováděné léčby, dokazuje snahu lékařů o napravení poraněné páteře. Tah smyčkou za zraněnou bradu nemohli použít. To vše by mohlo odpovídat, pokud by nešlo o chybný překlad tradovaný od dob Josefa Šusty, podle doktorky Evy Doležalové má být správně přeloženo, že Karlovi bylo oholeno/ostříháno veškeré tělesné ochlupení, což zcela vylučuje léčbu věšením za vlasy. Kromě této zprávy, tedy že jde o italského kronikáře, není jediná indicie, že se Karlův úraz stal v Itálii, Villani navíc píše pouze o otravě, o úrazu ani slovo. Středověcí chirurgové měli velké zkušenosti s léčením úrazů na turnajích či bitkách, se zraněním, které král utrpěl, byli velmi dobře znalí. Nicméně italští lékaři se v té době pohybovali i na pražském Karlově dvoře. Během léčby byl Karel mnoho týdnů upoután na lůžko. I když se postupně zotavil (přibližně od května 1351 byl schopen relativně normálně vykonávat své panovnické povinnosti), tato událost na něm zanechala stopy do konce života – jeho postava se zmenšila a nahrbila v oblasti beder a krku, přičemž hlavou mohl pohybovat jen tak, že otáčel celým tělem.

### Panovník a člověk
Karel IV. v sobě spojoval několik zdánlivě protichůdných charakterových vlastností – byl to zbožný člověk a rytíř a zároveň chladný a pragmatický politik a kalkulátor, který se neštítil i poněkud nečistých metod k prosazení svých cílů. Byl nepochybně velmi nadaný všemi směry, což dokazují i jeho jazykové schopnosti – plynně se domluvil pěti jazyky (latina, francouzština, němčina, čeština, italština) a v diplomatických jednáních toho dokázal obratně využívat. Na jeho osobnost měly vliv dvě události za jeho mládí v Itálii, které barvitě líčí ve svém životopisu: Bitva o San Felice na svátek sv. Kateřiny 25. listopadu 1332, ve které pod ním padl kůň a bitva se mu zdála téměř prohraná, ale nakonec se proměnila ve slavné vítězství. Druhou je sen, který se mu zdál na svátek Nanebevzetí Panny Marie 15. srpna 1333 ve vsi Terenzo, ve kterém byl dauphin z Viennois smrtelně ztrestán andělem za hříchy smilstva; jeho smrt o několik dní později potvrdil posel. Jeho zbožnost se projevovala například sbíráním relikvií a častými meditacemi. Naopak zahraničními kronikáři občas zmiňovaná lstivost (Karel Lstivý je jeden z jeho přídomků) spočívala mj. v tom, že pokud se mu to hodilo, nedodržoval sliby ani smlouvy a spojence měnil podle toho, jaký z toho mohl mít užitek. Je nutno podotknout, že na tehdejší dobu nejenže nešlo o nic neobvyklého, ale politikaření, pragmatismus, lstivost a chladný kalkul byly podmínky, bez nichž jakýkoliv panovník nemohl být dlouhodobě úspěšný. Ačkoliv po Janovi zřejmě zdědil impulzivnost, dokázal jí do značné míry tlumit a jeho výbuchy hněvu nebyly zdaleka tak časté jako u jeho otce či později u syna Václava IV. Snažil se postupovat maximálně uvážlivě a kroky si dobře promýšlel. Uměl nicméně i improvizovat a být velmi pohotový a aktivní, pokud to situace vyžadovala. Podmínkou jak dobře spravovat velký státní útvar ve středověku bylo, být téměř neustále na cestách v sedle koně nebo v kočáru a zúčastňovat se různých jednání, porad, oficiálních návštěv, hostin, turnajů, slavností a samozřejmě válečných tažení. Karel byl v tomto ohledu neúnavný panovník, který mnohokrát projezdil prakticky všechny země tehdejší střední Evropy.

## Zakladatelská činnost

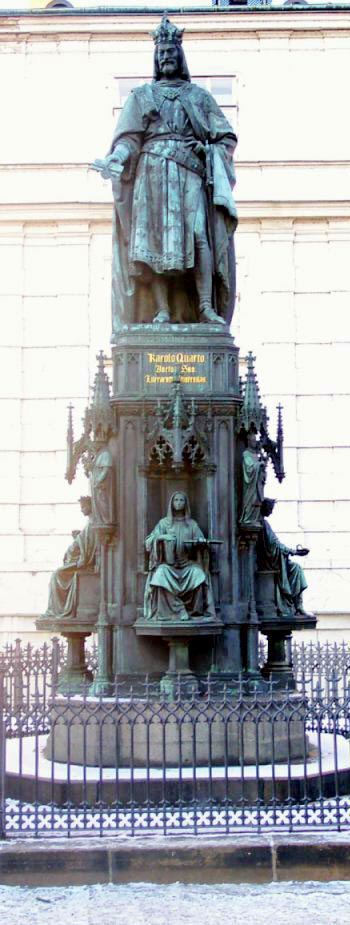
Pomník císaře Karla IV. v Praze z roku 1848 u příležitosti 500. výročí založení Karlovy univerzity

Karel proslul jako zakladatel hradů, většina z nich nesla jeho jméno. Mezi ty nejdůležitější patří:
- Karlštejn (1348), reprezentační sídlo a posléze klenotnice pro korunovační klenoty
- Tepenec (po r. 1340), původně Karlsburg, na Olomoucku u obce Jívová
- Radyně (asi 1356), původně Karlskrone, u Plzně
- Kašperk (1356), původně Karlsberg, na Šumavě
- Hrádek u Purkarce (před r. 1357), původně Karlshaus, na Českobudějovicku
- Karlsfried (1357), malý celní hrad na kupecké stezce do Žitavy

Mimo dnešní hranice České republiky (výběr):
- Montecarlo (1333), u města Lucca v Itálii[106]
- Lauf (1356), u Norimberku v Bavorsku (Horní Falc)[107][108]
- Tangermünde (1373–1374), přestavba hradu na Labi do podoby císařské falce; oblíbené Karlovo místo v pozdním období vlády[109]

Velký zájem projevil o své sídelní město Prahu:
- Katedrála sv. Víta. Základní kámen byl položen 21. listopadu 1344, Karel IV. zde vystupoval jako spoluzakladatel s otcem Janem. U slavnosti položení základního kamene byl přítomen i Karlův bratr Jan Jindřich.
- Kostel Panny Marie Sněžné, 1347.
- Nové Město pražské, 1348, s rozlohou přibližně 360 ha.
- Univerzita Karlova, 1348.
- Karlův most, tehdy zvaný Kamenný. Základní kámen byl položen 9. července 1357, most nahradil povodní zničený románský Juditin most z 12. století.

Mimo Prahu:
- Karlovy Vary, Teplé lázně u Lokte, kolem 1350. Městská práva byla udělena roku 1370.
- Klášter Pustiměř, 30. září 1340. Fundace byla určena k uctění památky Elišky Přemyslovny.
- Máchovo jezero poblíž Bezdězu, založeno 1366

## Potomci

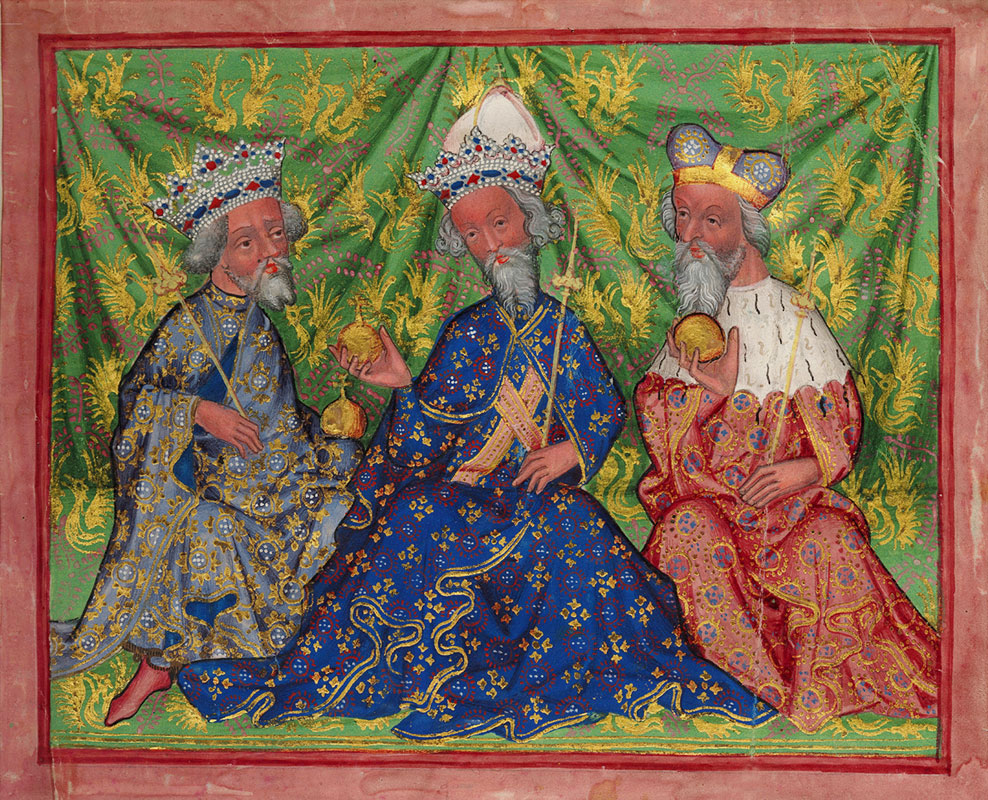
Karel IV. se svým synem Václavem IV. a synovcem Joštem Lucemburským. Relativní stáří postav na malbě neodpovídá skutečnosti.

1. srpna 1348 Karlovi zemřela první žena Blanka. V březnu 1349 uzavřel sňatek s Annou Falckou, Anna však zemřela již 2. února 1353. Dne 27. května 1353 se Karel oženil s Annou Svídnickou, která mu porodila prvního syna, budoucího krále Václava IV. Anna Svídnická zemřela při porodu 11. července 1362. Karel IV. se počtvrté oženil 21. května 1363 s Alžbětou Pomořanskou. Měl celkem 12 legitimních potomků.
1. manželka Blanka z Valois (1316–1348):
- 1. Markéta Lucemburská (1335–1349) ∞ 1342 Ludvík I. Veliký (1326–1382)
- 2. Kateřina Lucemburská (1342–1395), rakouská vévodkyně a braniborská markraběnka ∞
  - 1/ 1353 Rudolf IV. Habsburský (* 1339–1365)
  - 2/ 1366 Ota V. Bavorský (1346/1347–1379)

2. manželka Anna Falcká (1329–1353):
- 3. Václav (1350–1351)

3. manželka Anna Svídnická (1339–1362):
- 4. Alžběta Lucemburská (1358–1373) ∞ 1366 Albrecht III. Habsburský (1349/1350–1395)
- 5. Václav IV. (1361–1419), český a římský král ∞
  - 1/ 1370 Johana Bavorská (1356–1386)
  - 2/ 1389 Žofie Bavorská (1376–1425)
- 6. chlapec beze jména (*/† 11. červenec 1362)

4. manželka Alžběta Pomořanská (1346/1347–1393):
- 7. Anna Lucemburská (1366–1394), anglická královna ∞ 1383 Richard II. (1367–1400)
- 8. Zikmund Lucemburský (1368–1437), uherský a český král a římský císař
  - 1/ 1385 Marie Uherská (1371–1395)
  - 2/ 1408 Barbora Celjská (mezi 1390 a 1395–1451)
- 9. Jan Zhořelecký (1370–1396), braniborský markrabě a zhořelecký vévoda ∞ 1388 Kateřina Meklenburská (kolem 1371–1400)
- 10. Karel (1372–1373)
- 11. Markéta „Mladší“ Lucemburská (1373–1410) ∞ Jan III. z Hohenzollernu (* kolem 1369–1420)
- 12. Jindřich (1377–1378)

Z neznámé souložnice:
- Vilém, levoboček, doložený z jediné listiny r. 1377

## Genealogie
|           |                           |  |           |                            |  |  |  |  |  |  |  | Jindřich V. Lucemburský |
|           |                           |  |           |                            |  |  |  |  |  |  |  |                         |
|           | Jindřich VI. Lucemburský  |  |           |                            |  |  |  |  |  |  |  |                         |
|           |                           |  |           |                            |  |  |  |  |  |  |  |                         |
|           |                           |  |           | Markéta z Baru             |  |  |  |  |  |  |  |                         |
|           |                           |  |           |                            |  |  |  |  |  |  |  |                         |
|           | Jindřich VII. Lucemburský |  |           |                            |  |  |  |  |  |  |  |                         |
|           |                           |  |           |                            |  |  |  |  |  |  |  |                         |
|           |                           |  |           | Balduin z Avesnes          |  |  |  |  |  |  |  |                         |
|           |                           |  |           |                            |  |  |  |  |  |  |  |                         |
|           | Beatrix z Avesnes         |  |           |                            |  |  |  |  |  |  |  |                         |
|           |                           |  |           |                            |  |  |  |  |  |  |  |                         |
|           |                           |  |           | Felicita z Coucy           |  |  |  |  |  |  |  |                         |
|           |                           |  |           |                            |  |  |  |  |  |  |  |                         |
|           | Jan Lucemburský           |  |           |                            |  |  |  |  |  |  |  |                         |
|           |                           |  |           |                            |  |  |  |  |  |  |  |                         |
|           |                           |  |           | Jindřich III. Brabantský   |  |  |  |  |  |  |  |                         |
|           |                           |  |           |                            |  |  |  |  |  |  |  |                         |
|           | Jan I. Brabantský         |  |           |                            |  |  |  |  |  |  |  |                         |
|           |                           |  |           |                            |  |  |  |  |  |  |  |                         |
|           |                           |  |           | Adéla Burgundská           |  |  |  |  |  |  |  |                         |
|           |                           |  |           |                            |  |  |  |  |  |  |  |                         |
|           | Markéta Brabantská        |  |           |                            |  |  |  |  |  |  |  |                         |
|           |                           |  |           |                            |  |  |  |  |  |  |  |                         |
|           |                           |  |           | Vít z Dampierre            |  |  |  |  |  |  |  |                         |
|           |                           |  |           |                            |  |  |  |  |  |  |  |                         |
|           | Markéta z Dampierre       |  |           |                            |  |  |  |  |  |  |  |                         |
|           |                           |  |           |                            |  |  |  |  |  |  |  |                         |
|           |                           |  |           | Matylda z Béthuné          |  |  |  |  |  |  |  |                         |
|           |                           |  |           |                            |  |  |  |  |  |  |  |                         |
| Karel IV. |                           |  |           |                            |  |  |  |  |  |  |  |                         |
|           |                           |  |           |                            |  |  |  |  |  |  |  |                         |
|           |                           |  | Václav I. |                            |  |  |  |  |  |  |  |                         |
|           |                           |  |           |                            |  |  |  |  |  |  |  |                         |
|           | Přemysl Otakar II.        |  |           |                            |  |  |  |  |  |  |  |                         |
|           |                           |  |           |                            |  |  |  |  |  |  |  |                         |
|           |                           |  |           | Kunhuta Štaufská           |  |  |  |  |  |  |  |                         |
|           |                           |  |           |                            |  |  |  |  |  |  |  |                         |
|           | Václav II.                |  |           |                            |  |  |  |  |  |  |  |                         |
|           |                           |  |           |                            |  |  |  |  |  |  |  |                         |
|           |                           |  |           | Rostislav Haličský         |  |  |  |  |  |  |  |                         |
|           |                           |  |           |                            |  |  |  |  |  |  |  |                         |
|           | Kunhuta Uherská           |  |           |                            |  |  |  |  |  |  |  |                         |
|           |                           |  |           |                            |  |  |  |  |  |  |  |                         |
|           |                           |  |           | Anna Uherská               |  |  |  |  |  |  |  |                         |
|           |                           |  |           |                            |  |  |  |  |  |  |  |                         |
|           | Eliška Přemyslovna        |  |           |                            |  |  |  |  |  |  |  |                         |
|           |                           |  |           |                            |  |  |  |  |  |  |  |                         |
|           |                           |  |           | Albrecht IV. Habsburský    |  |  |  |  |  |  |  |                         |
|           |                           |  |           |                            |  |  |  |  |  |  |  |                         |
|           | Rudolf I. Habsburský      |  |           |                            |  |  |  |  |  |  |  |                         |
|           |                           |  |           |                            |  |  |  |  |  |  |  |                         |
|           |                           |  |           | Hedvika z Kyburgu          |  |  |  |  |  |  |  |                         |
|           |                           |  |           |                            |  |  |  |  |  |  |  |                         |
|           | Guta Habsburská           |  |           |                            |  |  |  |  |  |  |  |                         |
|           |                           |  |           |                            |  |  |  |  |  |  |  |                         |
|           |                           |  |           | Burkhard III. z Hohenbergu |  |  |  |  |  |  |  |                         |
|           |                           |  |           |                            |  |  |  |  |  |  |  |                         |
|           | Gertruda z Hohenbergu     |  |           |                            |  |  |  |  |  |  |  |                         |
|           |                           |  |           |                            |  |  |  |  |  |  |  |                         |
|           |                           |  |           | Mechtilda z Tübingenu      |  |  |  |  |  |  |  |                         |
|           |                           |  |           |                            |  |  |  |  |  |  |  |                         |

## Paměť, odkaz

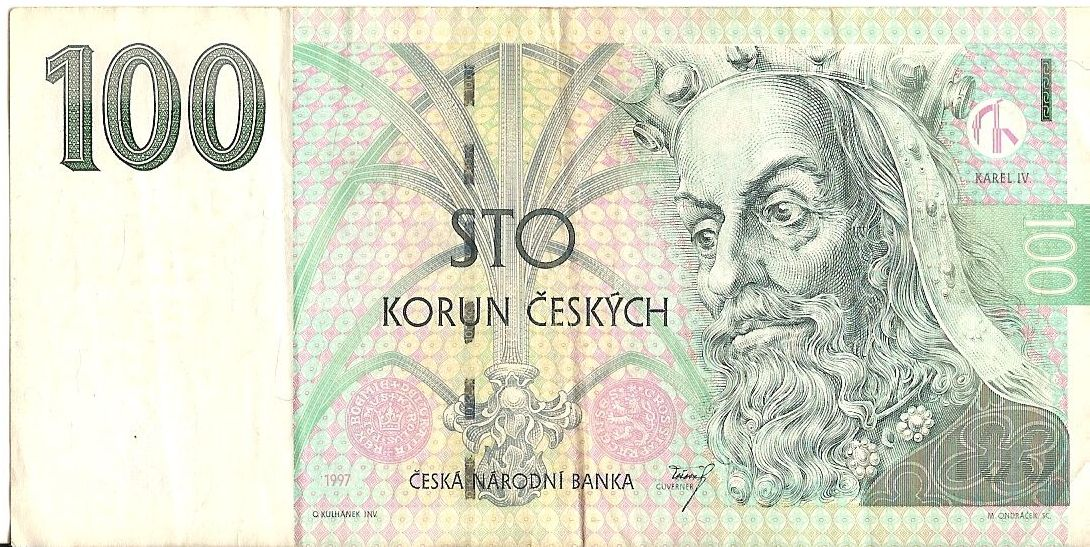
Karel IV. na české stokorunové bankovce

Literárním zpracováním života Karla IV. je latinské autobiografické dílo Vita Caroli, které se pro pozdější generace stalo základním zdrojem informací o životě tohoto panovníka.
Roku 2005 Česká televize uspořádala anketu Největší Čech, v níž diváci měli zvolit největší osobnost českých dějin. Šlo o soutěž založenou na formátu britské BBC Greatest Britons. Za největšího Čecha byl zvolen právě Karel IV., když získal 68 713 hlasů (Ovšem až po úpravě pravidel, neboť podle původních by nejspíše skončil druhý za fiktivní osobou Jára Cimrman). S odstupem druhý skončil Tomáš Garrigue Masaryk, který získal 55 040 hlasů.
Karel IV. je vyobrazen též na české bankovce o nominální hodnotě 100 Kč, která je v oběhu od 30. června 1993.
Roli krále Karla v českém kolektivním vědomí ilustruje i fakt, že se stal součástí populární kultury. K jeho oblibě přispěla například hudební komedie Zdeňka Podskalského z roku 1973 Noc na Karlštejně, natočená na motivy stejnojmenné hry Jaroslava Vrchlického. Ve filmu Karla ztvárnil Vlastimil Brodský.
Posledními dny Karla IV. se zabývá televizní film Smrt císaře a krále Karla IV. (1978, režie Evžen Němec, scénář Jiří Šotola, v hlavní roli Martin Růžek), v odlehčené podobě pak císař vystupuje v historická komedii Královské řádění (1974, režie Evžen Sokolovský, scénář Ludvík Kundera, v hlavní roli Jiří Vala). O Karlově životě pojednává i komedie Slasti Otce vlasti režiséra Karla Steklého z roku 1969. Mladého panovníka zde hrál Jaromír Hanzlík.
U příležitosti 700 let od Karlova narození natočila roku 2016 Česká televize výpravný snímek Hlas pro římského krále, pojednávající především o vztahu Karla a jeho otce Jana. Roli Karla IV. získal Kryštof Hádek.
Karel IV. je hrdinou i jedné z nejznámějších českých básní, kterou napsal Jan Neruda a zařadil ji do své poslední sbírky Balady a romance. Báseň se nazývá Romance o Karlu IV. Král v ní pije víno se svým pobočníkem Buškem II. z Velhartic a vyznává, byť s jistou trpkostí, náklonnost k českému národu.